# じゃりン子チエ
『じゃりン子チエ』（じゃりンこチエ）は、はるき悦巳による日本の漫画作品。また、それを原作としたアニメ、舞台など派生作品の総称。

## 概要
『漫画アクション』（双葉社）にて1978年10月12日号から1997年8月19日号まで約19年間連載された。全786話。2020年6月時点で累計発行部数は3,000万部を突破している。第26回（1980年度）小学館漫画賞受賞。
1981年4月、高畑勲監督によりアニメ映画化され、その後1981年10月、1991年10月と二度にわたりテレビアニメ化された。そのほか、1980年代から2010年代にかけて度々舞台化、ゲーム化されている。
2021年8月7日、連載が終了して以来24年ぶりに本作の漫画が描き下ろされ、朝日新聞大阪本社版の夕刊に掲載された。内容は本作とパインアメの関係性を描いた「パインアメの巻」で、パインアメとのコラボレート作品である。
タイトルの「じゃり」とは子供を意味する俗語で、さらに「子」が付くと特に女の子を指す意味となる。
作品の舞台は作者が小さい頃に遊んでいた場所をイメージして描かれている。

## あらすじ
大阪市頓馬区西萩を舞台に、仕事をしない父・テツに代わり、自分でホルモン焼き屋を切り盛りする元気な女の子・チエと、彼女を取り巻く個性豊かな人々の生活を描いている。
物語はチエが小学5年生である1年間を循環する形で、時間は進行しない。このことについては、同級生のマサルが「来年は6年生になる」とノイローゼになるが、新学期に「今年も5年生でいいんですか」と狂喜する話がある他、登場人物や壁の貼り紙で言及されている。

## 登場人物
担当声優は、第1期テレビアニメ、第2期テレビアニメ、劇場版、2007年パチンコ版のキャストをカッコで表記する。
担当声優に何も記載が無い場合は共通とする。

### 竹本家
竹本 チエ（たけもと チエ）
声 - 中山千夏
本作の主人公。大阪の架空の地名、頓馬区西萩2-4にあるホルモン屋（「テッちゃん」改め）「チエちゃん」を営む小学5年生。1968年生まれ（11歳）。一人称は基本的に「ウチ」だが、ごく稀に「わたし」と言うこともある。ポッチリと呼ばれる赤い髪留めと下記の下駄がトレードマーク。
勉強こそ苦手だが、得意教科である体育だけは非常に成績が良く、男子をケンカで圧倒する身体能力を持つ。仕事でも用いる算盤は得意。外に出る時は下駄を履いており、両親譲りの足の速さを誇る。テツには似たくないと考えているが、同級生のマサルは「（性格も顔も）チエはテツにそっくり」と言っており、実際に似ている点も多いが、結局は全て祖母・菊に似ており、菊の幼馴染からは「若い頃の菊ちゃんそっくり」と言われたこともある。一方、小鉄は特に横顔を見てヨシ江に似ているという感想を抱いている。
バイタリティーに溢れ、根は素直で明るい性格。周囲の人気者で、店の常連からも「チエちゃんの笑顔」目当てに訪れる客も多い。一方で、喜怒哀楽が激しく、とても落ち込んだり、時には接客中にも無粋な表情を返したりすることもしばしばで、ケンカっ早いところも父親や祖母に似ている。
基本的には父親・テツのことを「テツ」と呼び捨てにするが、母親のヨシ江からは「お父はん」と呼ぶようにたしなめられている。遊んでばかりで働かないテツのことを、人前では決して良く言わないが、いいところもあると密かに認めていたり、自分が退屈している時は自らテツの遊び相手になるなど、父として大切に思う描写も見られる。
ホルモン屋の経営も結構気に入っており、客の扱いは祖母も感心するほど上手だが、テツや周りのつまらない大人たちの様々な騒動に巻き込まれる自分の不遇をボヤくこともある。「ウチは日本一、○○な少女や」が口癖である。子供同士の時は年齢相応の無邪気さを見せるが、大人に囲まれるとクールな一言で大人を凍りつかせることもある。年齢不相応にしっかりしたところもあり、いざという時のためにヘソクリも貯めている。金銭こそ賭けないが、ギャンブルは父親に似ず驚異的な強さを持ち、カブでテツと遊ぶ際はほぼ圧勝してテツ曰く「カブの天才」。下戸の父親と異なり小学生でありながら酒は飲める。好物は巻き寿司、バッテラ、回転焼き、善哉、チョコレートパフェ、餃子など。下ネタなど下品な言動を嫌い、「レディーに向かって何ちゅうこと言うんや！」と激怒することも度々。他にオバケや幽霊といったものも苦手。給食のキャベツやクリームシチューを残したこともある。
猫好きで、小鉄以前にも猫を何度か飼おうとしたことがあるが、テツのせいで逃げられてしまった。小鉄の世話は基本彼女がしているが、劇が進むに連れて扱いがかなり荒くなっている。
チエの人物像について、作者のはるきが幼少期に観た中山千夏演じる「がめつい奴#映画版」の向山テコの影響が強いといい、中山と対談した際に、「（中山演じるテコが）強烈なイメージで自分の中にずっと残っていた」と明かしている。

竹本 テツ（たけもと テツ）
声 - 西川のりお
チエの父。37歳。1942年生まれ。漢字での表記は｢竹本 哲。一人称は「ワシ」だが、まれに「僕」と言うこともある。
ホルモン屋「テッちゃん」を営むも、ロクに働かず博打とケンカに明け暮れるため、チエに店を奪われ実質無職。店名も「チエちゃん」に変わる。坊主頭に口元のヒゲ、黒シャツと腹巻がトレードマーク。腹巻は真夏でも常に着用しており、長時間外していると腹を壊す。
自他共に認める負けず嫌い。強面で筋骨隆々の体格を持ち、ボクシング元日本ウェルター級1位をパンチ一発でKOしたり、酔った幕内力士3人を相手に場所を欠場させるほどの大怪我を負わせたり、単身でヤクザの事務所に殴り込みをかけるなど、その格闘能力はとてつもなく高い。母親の菊と小学校時代の恩師である花井拳骨からは一方的に叩きのめされる場面が度々あるものの、菊が正体を隠して襲撃してきた際は返り討ちにしており、花井からも仮に同じように正体を隠して戦えば自分でも危ういと評されている。連載初期には1人で4人以上を同時に相手にすると思考が追いつかなくなるという弱点を突かれて不覚をとったこともあるが、作中ヤクザ数十人相手に打ち勝っている場面もおり、本人も「あれは後ろから奇襲されたから」と弁解している。猫とのケンカを苦手にしており、小鉄をはじめ、作中に登場する様々な猫に再三、手ひどく痛めつけられている。百合根のお好み焼き屋やラーメン屋「カルメラ亭」をブラブラしたり、ヤクザやチンピラから金をゆすり取るのが日課。一応、ヤクザ以外からは恐喝をしない自分なりのルールを持っているが、一方で知り合いの弱みに付け込んで食事を奢らせたり、タダ同然で仕入れた物を売りつけるといったことは平気で行う。非常に執念深く、やられたらやり返すまで絶対に諦めないため、ヤクザ関係者からは☆5つ（最上級）の危険人物としてブラックリストに挙がっており、警察からもマークされている。少年期に本人によると「無実の罪で」鑑別所に入っていたことがあり、当時の収監仲間には今でも慕われている。男性相手にはすぐ手が出るものの、女性に対して暴力を振るうことはほぼ皆無であり、女性陣との口ゲンカで神経を磨り減らすナイーブな面も持ち合わせ、ノブ子、朝子など作中の女性にはけっこう気に入られている。現在はヨシ江一筋であるため、女遊びもしない。母親の菊がギックリ腰になったときは本気で喜んでとどめを刺そうとしたり、おジィのことは金づるとしか思っていないなど、両親への情は希薄な一方で、なんだかんだで放っておけずに助けることも少なくない。
上記のように大人としては極めて問題の多い傍若無人な性格だが、妻のヨシ江に加え菊と花井の二人には基本的に頭が上がらず、チエや彼らの介入で失敗したり、チエに店を任せっきりにしたり定職に着かないことなどだらしのなさを咎められることもしばしばある。幽霊やお化けも大嫌いで、チエと違って正体が人間と分かっていても怖がる。結局、それが原因で、お化け屋敷にてヨシ江にプロポーズすることになった。注射も苦手。
青年時代、コーナーを回るのが下手なため得意の健脚がヨシ江にはかなわず、彼女に極度のコンプレックスを抱くことになる。劇中の現代でもヨシ江に見られているといつもの調子が出せなくなり、ヨシ江と2人きりになると緊張してアガってしまうが、彼女はそんなテツの意外性を気に入っている。
おいちょかぶが大好きだが、持ち札の良し悪しが顔に出るためあまり強くない。ただしその弱点については本人も自覚しており、お面を被った時はチエに勝利している。また、金を賭けていない時は普通に強い。その特技を活かして博奕で財産をなくした人のお金を取りかえすことにも貢献している。
母親の菊に子供の頃から仕込まれたホルモン焼きの技は体で覚えているものの、テツが店に立つことはごく稀で、いざ店に立った時には客が寄り付かなくなる。一般市民を狙うヤクザも彼を恐れているため、テツによって周囲の治安が保たれている一面もある。
娘のチエのことは大切に思っている一方で、金が無くなるとチエにまで小遣いをせびったり、家財道具を質に入れようとするため、たびたび激怒させ呆れられたり返り討ちにされている。良かれと思ってしたことでチエを泣かせてしまったこともあり授業参観に勝手に現われ、マサルと担任の花井渉までも脅迫まがいの発言で泣かせている。しかし、それが原因で拳骨と新たな接点ができてしまった。
好物はかりんとう、天丼、天ぷらうどん。ジュース、冷やし飴、チョコレートパフェ、赤福など甘いものも好んでいる。シジミの味噌汁も好物で、「あのめんどくさがり屋がほじって食べる」とお好み焼き屋の百合根に言われた。荒くれなイメージと違って酒は全く飲めず第7話で花井に強引に勧められ日本酒を飲んだ際にはその後、何度も嘔吐しており、タバコも吸わない。博打やかりんとうは好きだが下戸という設定は、作者のはるきの私生活の投影でもあるらしい。
野球に興味は無いとチエは発言している。そのため、阪神ファンではないものの、少年時代に川上哲治のホームランボールを頭に受けたため、巨人の帽子を見たら怒り狂う。一方、草野球は好きな方で、鑑別所でピッチャーをやっていたり、地獄組と賭け野球をしたり、男性陣と女性陣で対決したりしている。
勉強はダメだが、そろばん検定3級を取っている。また鑑別所時代に様々なことを経験してきたため、色々な知識を持っている。
方向音痴でもあり、「一人でひょうたん池より遠くへ行ったことがない」と菊に言われている。

竹本 ヨシ江（たけもと ヨシえ）
声 - 山口朱美 （テレビアニメ1・2期）/ 三林京子 （劇場版） / 片貝薫 （パチンコ版）
チエの母で、テレビアニメ1期第6話まではテツの元妻であったが、第7話で再妻となった。37歳。1942年生まれ。付き合い始めの頃は、テツのことを「竹本君」と呼んでいるシーンがある。一人称は「わたし」。ホルモン屋の客から西萩小町と呼ばれているほどの美人で、学生時代はテツを含めた男子のマドンナだった。
連載開始当初は理由は定かではないがテツに「出て行け」と言われたことを真に受け、家出状態であったが、次第にチエへの思いが込み上げるようになり、テツの母・菊や仲人を務めた花井拳骨などの計らいで復縁。離縁時は洋裁で生計を立てていたなど生活力は高く、復縁後は拳骨の紹介で、洋裁教室の講師を務めている。チエの一張羅もヨシ江が作ったもの。早く両親を亡くしたため、親族は登場しない。姑である菊との関係はかなり良好で、舅共々信頼を一身に集めている。帰りは遅いが、時々ホルモン屋を手伝うこともある。
学生時代は陸上競技の選手で、「トラックの魔女」と呼ばれたほどの、テツ以上の脚力の持ち主。当時、地区対抗リレー内で、大会の紅一点ながら南海地区のアンカーに選ばれ、西萩地区代表のテツとの一騎打ちで勝利している。その後、テツから再戦の申し込みがあったが、「テツが会いたがっている」とだけ花井拳骨から聞いたためこれをデートの誘いと勘違いし、スカート姿で弁当を持って待ち合わせの場所へ行き彼を困惑させた。しかしこれが縁でテツと付き合い始め、10年後に拳骨の計らいで結婚している。しかし、チエもその能力を知らず、小学校の父兄運動会で大活躍するまで、自分に似ず運動神経は鈍いと思いこんでいた。
学生時は市川雷蔵のファンで、テツが市川雷蔵の名を騙ってラブレターをヨシ江に送ったことがある。喫茶店「防空壕」はテツと付き合っている頃からの思い出の店で、同店のチョコレートパフェはテツの好物の一つであり、チエも好んでいる。また回数は少ないが博打でもテツに勝っており、劇中で最もカブが強い人物の一人にもなっている。
性格は控え目で物静かで、普段は非常にしとやかな淑女ぶりを見せているが、物事や騒動に対して消極的な思考や行動も多く、あまり都合の悪いことは半ば本能的に考えないようにしておりチエ曰く、諦めが得意。だが、いざという時の行動力には長けており、難波大学の応援団とテツ及びチエ、菊らが大乱闘となっていたところを一喝して収拾させる、強盗犯を鈍器で殴りつける、騒動の原因を冷静に分析し、的確な行動に出るなどここ一番には強いところを見せることもある。一方で、若い頃は現在とは裏腹に颯爽として活発だった。テツと2人きりになった際はテツが緊張してしまうため積極的にテツをリードする。結婚したきっかけも彼女からテツを相手に選んだことであり、テツのだらしなさに呆れる反面、周囲がテツの悪口を言ったりすると、複雑な感情を顕わにすることもしばしば。二人きりの時は他人に見せない意外性を見せている。テツがケンカしているところを見たことがないとも発言している。
好んで飲まないが、テツとは異なり酒はチエよりも強く、しかも後に残らないほど。だが、かなりの笑い上戸な上に、記憶も飛んでしまう。

竹本 菊（たけもと きく）
声 - 鮎川十糸子 （テレビアニメ1・2期）/ 京唄子 （劇場版） / 中里ひろみ （パチンコ版）
チエの祖母であり、テツの母。71歳。1908年生まれ。一人称は「わたい」。チエは「おバァはん」、ヨシ江は「お母さん」と呼ぶ。
チエの店からさほど離れていない場所で同じくホルモン屋を営んでおり、チエの店の仕入れなども一括して行っている。テツが家庭を持つ前は、現在「チエちゃん」がある家に住んでおり、「お菊ちゃん」という店名でホルモン屋を経営していた。33歳の時にテツを出産。
性格は喧嘩早くて短気、口よりも手が先に出てしまい、それが時に客に及ぶこともある。自分の店だけでなく、一時的に任されたチエの店でまでその対応だったため、接客態度について度々チエに諫められている。一方、店の経理関係を受け持っているため金銭関係には強く、地獄組のレイモンドに金を貸していたヤクザたちに対して、暴利で金を騙し取ろうとしていたことを見事に暴いている。その割に、商才には乏しく、目先を考えずに仕入れを行ったりするなどチエより商売感覚に疎い。金銭面は勿論のこと全てにおいてだらしのないテツには厳しく、しっかり者であるチエやヨシ江には優しい。劇中で最も喧嘩の強い人物の一人にも数えられる矍鑠とした人物で、空手道場で「名誉師範」の肩書きを持っており、ゲンコツで木の椅子の座面を打ち抜く「正拳イスぶち抜き」や相手の延髄を突く「ナンマイダ蹴り」などの特技を持つ。また、かつて百合根の手下だったヤクザ四人組を一人で叩きのめすなどしているが、素顔を隠してのテツとのタイマン勝負では惨敗し、特技の「正拳イスぶち抜き」が出来なくなってしまうほどのショックを受けている。かつては近所のヤクザ連中を震え上がらせ、彼らに「西萩小町」と呼ばせていた。なお、小さい頃のテツにケンカをけしかけていたのも菊であり、テツの人格形成に少なからず影響を与えている。
菊のいない所だと、テツは菊を「クソババ」と呼んでいる。ただしテツが自分の前でババア扱いをした時は必ずテツを殴る。そのため対面時は「お母はん」、テツが都合の悪い時は「ママ」とテツから呼ばれている。
テレビのエンドロールではおバァと表示される。

おジィ
声 - 伝法三千雄 （テレビアニメ1・2期、パチンコ版） / 鳳啓助 （劇場版）
チエの祖父であり、テツの父で婿養子。最後まで本名は明かされなかった。一人称は「ワシ」である。チエやヨシ江らは「おジィはん」と呼ぶ。菊からは「あんさん」と呼ばれている。
体と心臓が少し弱く、脅かされると心臓を抑えつつヒィヒィと過呼吸気味になる。その一方で、劇中で数少ない喫煙者である。テツには甘く、小遣いをせびられては金を渡してしまい、菊に叱られることが度々。そもそも「じゃりン子チエ」の第1話からして、テツがおジィを騙して金を得る場面で始まる。自分なりにテツをかわいがっており、テツ抜きでご馳走(すき焼きや赤福など）を食べていても、テツにも残しておくようにと一人だけテツを気遣う。日頃「もう少しテツのことを信用してやれ」と菊たちに言っているが、菊からは一番信用していないのはおジィではないかと突っ込みを入れられ続けられている。原作では一度だけテツに対して怒りが爆発し、殴ったことがある。また菊と口論の末、どういう訳かチエの店のタレに下駄を漬けているところをチエに発見されるという謎の騒動を起こしたことがある。
ひどいことがあっても全く懲りない性格で、菊からも血筋と呆れられている。

### 周囲の人物
百合根 光三（ゆりね こうぞう）
声 - 表淳夫 （テレビアニメ1・2期、パチンコ版） / 芦屋雁之助 （劇場版）
お好み焼き屋「堅気屋」を営む初老の男性。角刈り頭がトレードマークで、一人称は「ワシ」。元は博打屋「遊興倶楽部」の元締め＝“社長”として道楽で営んでいたが、テツに博打場を荒らされ難儀していた。愛猫アントニオの死後、バクチから足を洗い、お人好しのお好み焼き屋「堅気屋」に転業する。チエ、テツの両親、恩師・花井拳骨を除いて、「テツ」と呼び捨てできる人物。
大の愛猫家であり、アントニオ、彼の亡き後は息子のアントニオJr.を溺愛し、彼らがいなくなったりジュニアがノイローゼに罹ったりすると激しく落ち込み、酒に溺れたり、釣られて鬱を患ったりすることもしばしば。また、周囲の人間より猫の気持ちをよく理解しており、小鉄もチエより彼を頼ることがある。
チエとヒラメとサッちゃん（米谷里子）からは「お好み焼き屋のオッちゃん」と呼ばれ、テツとカルメラとミツルからはお好み焼屋の「オヤジ」と呼ばれて慕われている。映画及びテレビ第一期のクレジットは「社長」で統一されており、ヨシ江らは「社長はん」と呼ぶ。
普段は温厚だが飲酒量が一升を越えると人格が一変し、酔いが覚めるまで誰も店には近づけないほどの大トラに変貌する。その時点での馬力はテツでもまともに太刀打ちできるものではなく、作品中の登場人物の中でも最強を誇る。“ばくだん”という粗悪酒を飲むと強烈な暴走をする。アントニオの命日（毎月14日）には、必ず剥製となったアントニオの前で延々と読経しており、時折、小鉄やジュニアも参加させられる。酒が一升を越えた時には関係ないチエやテツなども強制的に参加させることがあり、アントニオとテツなどが全く区別が付かなくなってしまうことがある。
妻子がいたが離婚（妻：今西ミツ子、息子：カオル。百合根が中年期に生まれた子で父に溺愛される。チエと同年代）している。その後は抜け殻のようになり、酒に溺れる毎日を送っていたが、アントニオと道端で出会うことで人生が変わる。
元は大手旅館の御曹司で、経営者の百合根耕太郎の長男（先妻の子）。母親が夭折したために元々道楽者だった父親の女漁りが始まり、その間に異母弟となる余三郎が誕生している。父の道楽と女遊びを嫌った百合根は若い時に“婆や”のお丸の手引きで、父に無断で横山大観の画額を持ち出して家出した。後年、父の危篤を聞き臨終間際に再会、父と酒を飲みながら和解し、父は大往生。元々、金銭感覚に疎く、遺産相続は放棄している。また、持ち出した画額で今の家を買っている。その後、光三の嫁探しに奔走するお丸のお節介に手を焼くことになる。またお丸からは未だに幼い時からの愛称“ボンボン”で呼ばれている（本人はかなり辟易している）。また、お丸のお節介が過剰になり、彼女が「堅気屋」を仕切ると、面倒になってアントニオの剥製を持ち出して逃げ出し、泥酔しながらお丸の住宅に押し掛けて警察に捕まってしまう騒動を起こした。
テツと異なり水泳は得意で、酒が入っていても自在に泳ぎこなす。
お丸とともにカルメラ兄弟の仲人を務めた。

お丸
百合根光三が生まれ育った大旅館に勤務していた仲居の女性。光三が幼い頃から百合根家の世話をしており、断末魔の耕太郎と光三に酒を勧めた張本人である。耕太郎の死去後は旅館を退職し、西萩に引っ越してくる。昔からの癖で、光三のことを「ボンボン」と呼び、また幾度となく見合い相手を選んでくる、堅気屋を建て直そうとするなど、世話焼きな部分を出している。それがきっかけで呼ばれたのが、旅館に勤務していた双子の姉妹で、後のカルメラ兄弟の妻となる恵子と良子であり、彼女らも元々はお丸の計略で、光三の花嫁候補として呼ばれてきた。

丸山 ミツル（まるやま ミツル）
声 - 上方よしお （テレビアニメ1期、劇場版、パチンコ版） / 国分郁男 （テレビアニメ2期）
西萩の交番に勤務する警察官。37歳。1942年生まれ。テツの幼馴染で子分格。一人称は「オレ」。昔はテツと共に色々悪さをやっていた悪童であったが、現在では真面目に生きている。しかし、テツにいつもおちょくられていて頭が上がらないためか、テツの犯罪をもみ消そうとしてしまうなど、警察官としての自覚に欠けるところがあるが、それでもテツの活躍が犯人逮捕につながるなど恩恵を受けることも多々あり、その手柄などで連載中盤で派出所所長に出世している。また、時には制服を脱ぎ捨ててタイマンでヤクザに挑んだこともある。同僚だったノブ子との結婚式では、タカの折り入っての頼みで断れなくなり、テツとヨシ江が仲人を務めた。カルメラ兄弟とは仲が悪いが、お互いの夫人3人は意気投合している。
彼含め同世代の仲間はみんな、独身の頃ヨシ江を好きだったらしく、彼も熱を上げていた一人であり、それにコンプレックスを抱いている場面もあった。そもそも、警察官試験を受けた理由が友人（アケミ）への失恋であり、ヤンキー連中に対する逆恨みからである。

丸山 ノブ子（まるやま ノブこ、旧姓：山下）
声 - 志乃原良子 （テレビアニメ1・2期）
ミツルと同僚の女性警察官で、ミツルと職場結婚。一見地味でおとなしそうな女性だが、剣道の有段者で好戦的な性格。最初、ミツルの婚約者と知らずうどん屋で相席したチエとテツから、拳骨にまつわる（テツの主観）話を聞いて困惑していた。作中で長男（正雄）を出産するが、名前がチエの会話から出ただけで顔は一切登場しない。出番は少なく、劇中の序盤と終盤にしか出てこない。

丸山 タカ（まるやま タカ）
声 -  二葉弘子（テレビアニメ1期）
ミツルの母親で、菊の小学校からの幼馴染み。71歳。1908年生まれ。それゆえテツのことも子供の頃からよく知っており、彼のことを気に入っている。旦那には若く先立たれており、女手一つでミツルを育ててきている。
エンドロールの表示はおタカ。

花井 拳骨（はない けんこつ）
声 - 須永克彦 （テレビアニメ1・2期、パチンコ版） / 笑福亭仁鶴 （劇場版）
テツとミツルの小学生時代の担任で、教員を退職後は著述業で生活している。チエの担任・花井渉の父。1908年生まれ。一人称は「ワシ」。チエは「花井のオッちゃん」と呼んでいる。テツは「センセ」や「花井センセ」と呼ぶが、本人のいないところでは「花井」と呼び捨てにしており、時には「花井のドアホ」などとこき下ろす。ミツル、ヨシ江、菊などからは「花井先生」や単に「先生」と呼ばれる。
普段の出で立ちは和服姿に下駄履き。アマチュア相撲の横綱だったため、70歳を超えた現在でもテツを正面から軽く捻じ伏せる力を持つなど作中でも最も喧嘩が強い人物の一人となっている。しかし、彼が拳を振るう相手はテツ、ごくまれに息子の渉だけである。
大学時代は相撲部所属で学生横綱として活躍すると共に、李白研究の第一人者として将来を嘱望され、大学卒業後も大学に残って研究を続けたが、権威をかさに着る指導教授（氏名は横縞厚岸 第25話より）と衝突を繰り返し、遂には全裸にひん剥いて学内のポプラの樹に吊るし上げてしまう。この事件によって大学を去り、以後は一小学校教諭として定年まで勤め上げた。地位や名声とは無縁の、豪放磊落な人物。研究者としての高評価は続いているが、マスコミからは「文壇の孤児」と称され、本人もマスコミや俗世間を嫌っている。テツを小学校1年生から6年生まで担任（テツの通知表に、「劣る」のさらに下の「メチャメチャ劣る」と書いた）し、テツとヨシ江の仲人を務めたが、夫人に先立たれてからは独り身で、執筆活動などを行いつつ悠々自適の生活を送っている。また、若い頃からヨシ江とも知り合いと思わせる描写がある。
テツとヨシ江を引き合わせた張本人であり、結婚式には仲人も務めている。そのため、現状には強い責任を感じており、二人の復縁も彼の計らいなくしては実現できなかった。
かつての教え子であるテツとミツルにとっては大人になった今も面と向かうと全く頭の上がらない存在で、特にテツは喧嘩も悪戯も上手な拳骨に完敗してしまう。一方で最終的に彼の意見を取り入れて行動を改めたり一時的に災難を回避することも少なくない。百合根は「（拳骨は）テツのファン」であると評し、拳骨も「テツの嫌がることはワシは好んでやる」「ポイントさえ押さえればテツほど面白くつきあえる奴はおらん」などと発言しており、なんだかんだで悪友のような師弟関係を築いている。
大の酒豪でもあり、仕事の合間にも酒を飲んでいる場面も。また、皆と酒席を囲む際には若干絡み酒の傾向があり、下戸のテツや子供のチエや普段は飲まないヨシ江にまで酒を勧めたりしたこともある。
妻とは死別しており、彼女はテツをよくかわいがっていた。そして、旦那の拳骨に対し、テツをあまりどつかないようにと遺言を残しているが、拳骨はその遺言を憶えてはいるものの、全く守っていない。また、妻に死なれてから酒に浸る回数が増えている。妻の実家は饅頭屋である。

花井 渉（はない わたる）
声 - 伊藤保夫 （テレビアニメ1期、パチンコ版） / 隈本晃俊 （テレビアニメ2期） / 桂三枝（現・六代 桂文枝） （劇場版）
花井拳骨の息子でチエ、ヒラメ、マサル、タカシの担任教師である。一人称は「僕」である。テツは「ワタル」と呼び捨てにしている。37歳。1942年生まれ。東京府出身。容姿・性格とも父と似ておらず、やや気弱で温厚。母（拳骨の妻）を早く亡くした関係か、東京在住の親戚宅での生活が長く、登場人物中では珍しく関西弁ではなく標準語を話す。ただし、アニメ版では発音のみが関西弁になることもしばしばある。教師としての職責を全うした父を誇りに思い、自身も（東京の）大学（東京学芸大学）を出て同じ教職に就く。運動はからっきしだが、地理には強い。参観日の際、テツに因縁を付けられ脅された際には声を上げて泣く等、臆病な面を見せる事もある。しかしテツが父の教え子だと分かってからは、笑って相対したり、様々な理由で拳骨不在時の花井家にテツを滞在させたりするようになった。当初は気弱なキャラクターであったが非常に誠実な人柄で、あまりの馬鹿正直さにテツもタジタジになるほど。複雑な家庭環境のチエにも思いやりを持って接し、教育者として成長してゆく。東京で出会った向井朝子と結婚するが、尻に敷かれるようになってしまい、テツにも嘆かれている。
チエにとっては教師の関係にあたるため、親しく接している拳骨より行動や言動に気遣っている場面が多い。そのため、劇中ではチエやヒラメの制止役となることも多く、マサルやテツにチエが暴力(といっても、非はたいてい相手側にある)をふるう時、盾になることもしばしば。

花井 朝子（はない あさこ）
声 - 松金よね子 （テレビアニメ1期） / 押谷かおり （テレビアニメ2期）
渉の妻。旧姓は向井。登場当初は渉のフィアンセとして登場した。一人称は「わたし」。テツに「五分刈り」と呼ばれるほどのショートヘアスタイルが特徴である。
テツを全く怖がらず、むしろ好意的に接してくるため、テツは朝子を苦手としている（朝子曰く「テッちゃんはわたしのタイプ」）。渉同様、標準語を話す。運動神経は良く、男勝り。ラグビーの経験もあり、府警のコーチをしていたこともある。渉との間に「アキラ」という息子をもうける（祖父の拳骨に似ており、テツにちょっかいを出すのが大好きらしい。また、彼だけは少しずつ成長しており、それを見たアントニオJr.がメタ的なツッコミを入れている）。積極的な性格で、遠慮はあまりしない。渉と結婚してからは花井邸で舅の拳骨と仲良く暮らしている。

平山 丸太（ひらやま まるた）
声 - 上野真紀夫、久米学 （後半） （テレビアニメ1期）
ヒラメの兄で中学生。一人称は「僕」。気弱な性格で、テツにボクシンググローブを売りつけられたり（なお、月別分割支払制であった）、サングラスをかけてワルぶったポーズで人通りの多い所に立たされる「男」修行を無理矢理させられるなど、何かと利用される。中学校ではブラスバンド部に所属。トランペットを演奏するが、その音色は妹ヒラメの歌声と同じく、聴く者を悶絶させる。丸太、ヒラメともテツに対して素直に接するゆえか、テツも彼ら兄妹のことを気に入っているが、なぜか丸太の名前が覚えられず、声をかけようとしてとにかく「丸い物の名前」を連呼し、なかなか正解に辿り着かずに丸太を困惑させている。

レイモンド飛田（レイモンド とびた）
声 - 大橋壮多 （テレビアニメ1期、パチンコ版） / 田畑猛雄 （テレビアニメ2期）
元はヤクザ、「地獄組」（表向きは不動産業）の親分。45歳。一人称は「ワシ」。デタラメな英語を振り回す。チエを「赤貧チルドレン」と呼ぶ。
初登場時、テツとの間で賭け野球をし（テツが勝てば50万円、レイモンド飛田が勝てば「チエちゃん」は取り壊されてゲームセンターに）敗北。後に、テツへの復讐のためあの手この手を尽くしたり、テツを利用したりしようとするが、失敗続きの末、彼を恐れるようになる。バクチ大会（「大阪カブの会」）で狐とひょっとこのお面を被ったテツや百合根と対決し、騒動の果てに逮捕されたことがある。そのせいで「地獄組」が解散に追い込まれる。その後、ボクシングジムを経営してテツをプロボクサーに仕立てようとするが、腹巻問題等により失敗し、スパーリングが原因で世界チャンプを失脚させたことで協会から免許を剥奪される。また、大阪のヤクザ達をバックに市議へ立候補してテツの追放を目論むが、これも失敗。また、コケザルの奸計に乗せられ、お化け屋敷で稼ごうとするも、これも失敗。ヤクザになる前は知恵の輪の職人だった。弟がいるが、レイモンド飛田とほとんど同じ顔のオカマで、後述する天野コケザルがチエに郵送して来た写真では、弟が活躍している岐阜のバーで一緒に女装していた。しかし、これも弟が恋人（男）を作って駆け落ちしてしまったため、長続きしなかった。ハワイで旅行代理店の事業を興していたこともあるが、資金を持ち逃げされる。挙げ句には、｢地獄組｣のビルまで失ってしまうが後に復活、自殺志願者でステーキハウス経営者でもあった谷江竜太（レイモンドはダニエルと呼んでいた）と出会ってからは、競輪で大儲けし、地獄組の事務所があった場所にステーキハウス「ヘルハウス（開店当初は高級志向で「ヘレハウス」としていたが、場所柄・値段的に客の入りは散々だった）」のボス（オーナー）としてカムバックする。ただし、オーナーになってからもヤクザな生き方は相変わらずで、金銭話に目ざとい。
自称インテリで、テツとその家族、関係者を徹底して見下す一方（当初はチエのことを「赤貧チルドレン」と呼んでいた）、文壇に所属する拳骨と付き合いたいと思っているせいか、花井家の人間には良い顔をする。拳骨がテツのファンだと言われても、「インテリがアホのファンになったりしない」と信じない（彼の刺客であったミスター・マウイに渉が蹴飛ばされたことを知った時は申し訳ないと思った）。
なお、レイモンド飛田という名称はアニメ第1期には登場せず、地獄組のボス（チエからは地獄組のオッちゃん）と呼ばれ、エンドロールも地獄組のボスと表記。
部下であった（事業資金を持ち逃げしたパカカヒナを含む）アロハ４人とテツが大阪で仲良くなったのを感づいて、5人を攻撃するためにマウイを送り込むが、惨敗する。ついでにテツを腹痛にしようと下剤たっぷりの天丼をつくるところを店の人に見られ、ミツルに通告されて、仁吉ともども逮捕される（のだが、実際に天丼を食べたのは小鉄の陽動作戦でマウイが食べていた）。

仁吉
声 - 南条好輝（テレビアニメ1期）/ホープユタカ（テレビアニメ2期）
レイモンド飛田の秘書。彼とは同じ釜の飯を食ってきた仲で、地獄組が解散し、レイモンドが収監された後も、彼だけが彼を見舞い、後に付いてきた。元はレイモンドと同じく知恵の輪職人であり、夢見がちなレイモンドとは異なり、根は常識人。彼が真っ当な社会人に復帰することを望んでおり、彼の失脚後は一人でチエに相談しに来たこともあるが、彼には一定の恩義があるため、葛藤しながらも結局はレイモンドに靡いた生き方しかできないでいる。

カルメラ兄（菊崎健二）
声 - 家野繁次 （テレビアニメ1期） / 武原洋好 （テレビアニメ2期） / おさむ（ザ・ぼんち） （劇場版） / 上田燿司 （パチンコ版）
通称「カルメラ1号」。本名は菊崎健二。30歳。坊主頭で、額の片隅に傷跡がある。九州の出身。一人称は「ワシ」。家は貧しかったのか、高校は入れなかった。
登場当初は的屋稼業もしているゴロツキで、堅気屋に入り浸っていた迷惑者だったが、テツに遭遇し撃退された後は、彼の手下となり、しょっちゅうこき使われるようになる。かつてカルメラ弟とともにカルメラ焼きの屋台を引いていたため、テツなどからこう呼ばれるようになった。のちにラーメン屋「カルメラ亭」をカルメラ弟と営む。昔はキックボクサーで西日本を制したこともあるが、オーナーの無茶苦茶な減量に付き合わされ、体調が最悪の中で対戦を余儀なくされたため、東日本チャンピオンに惨敗。その後、オーナーの怒号「お前みたいなカルメラ頭はカルメラでも焼いとけ！」という発言をヒントに、カルメラ稼業を始めることになった。当時のリングネームは「アラクラン菊崎」だった。また、流しの弾き語りをしていたこともあり、歌唱力もそこそこで、白浜の旅館では飛び入りながら団体客の喝采を浴びていた。百合根の実家の旅館に勤務していた女性（良子）と見合い結婚し、6月21日に子供をもうける。

カルメラ弟（山下勘一）
声 - 原一平 （テレビアニメ1期、パチンコ版） / 山崎博之 （テレビアニメ2期） / まさと（ザ・ぼんち） （劇場版）
通称「カルメラ2号」。リーゼントとタラコ口の男。本名は山下勘一で、一人称は「ワシ」。カルメラ兄を慕って常に行動を共にしている。カルメラ兄からは「ヤマカン」というあだ名で呼ばれる。28歳。
以前はカルメラ焼きの屋台をカルメラ兄と一緒に引いていたため、テツなどからこう呼ばれるようになった。しかし、カルメラを焼くのは下手で、なかなかうまく膨らませられない。のちに堺の中華料理店で修行し、ラーメン屋「カルメラ亭」をカルメラ兄と営む（ラーメン担当）。後に、カルメラ兄の妻の双子の姉（恵子）と結婚し、戸籍上でも兄弟となる。また、カルメラ兄と同じ日に子供を授かる。徳島県の出身で、問題を起こした彼を勘当した父が58歳で亡くなり、弟夫妻がミカン栽培の家業を継ぐ。キックボクサー時代の菊崎のトレーナーであり、元は街路をうろつくゴロツキだったが、ムシャクシャの腹いせにジムに乱入するも彼に完敗、その強さと漢気に惚れ込み、境遇が似ていたこともあり兄貴と呼び慕うようになった。なお、無茶な減量ゆえの惨敗に対する心無いオーナーの怒号にブチ切れ、彼をぶちのめしている。
カルメラ兄と違い、ケンカはそこまで強くはない。ただし、コケザルをどついたり、マサルやたかしに大声で怒鳴ったことはある。

恵子（けいこ）・良子（りょうこ）
百合根が生まれ育った旅館に勤務していた双子の女性。姉の方がワンレングス、妹のほうがショートヘア。二人共よく似た糸目であり、姉妹仲が良く、感性も似ている。光三が出ていった後、遊び人となった耕太郎の相手をしていたため、刺激のある生活を求めてお丸と一緒についてきた。後に姉の恵子がカルメラ弟（山下勘一）と結婚して山下景子となり、妹の良子がカルメラ兄と結婚して菊崎良子となる。花井邸の裏にある、同じマンションの別室同士（「3号室」と「8号室」）に住む。また、同じ日に子供を出産している。

天野 勘九郎（あまの かんくろう）
声 - 多賀勝 （テレビアニメ1・2期）
テツとは鑑別所での同期。36歳か37歳。一人称は「ワシ」。
以前はコケザルのへこんだ頭をネタにユスリをやっていたが、偶然チエにそれをしかけようとしてテツと再会、テツの説教で改心し、服役後は鑑別所の所長を務めていた釜地捨丸から鉄工所を斡旋してもらい社会復帰、妻とも復縁して一家で西萩界隈の住民となる(校区はチエの隣にあたる)。なお初期単行本のみ「島勘九郎」と名乗っていた。ファミコンゲーム『じゃりン子チエ ばくだん娘の幸せさがし』においても、「シマカンクロウ」と名乗っている。

天野 コケザル（あまの コケザル）
声 - 小川聡明 （テレビアニメ1期） / 細身勇樹(テレビアニメ2期第14話 - 第19話))/福信一郎 （テレビアニメ2期第26話 - )
勘九郎の息子でいっぱしの不良少年。坊主頭の右側が少しへこんでいる。一人称は「ワシ」。時には「オレ」である。チエの一つ年下。
父と組んでユスリをやっていたが、父の逮捕を機に辞める。小学4年生だが父親以上にしたたかで、喫煙したりパチンコ屋に入り浸ったり、レイモンド飛田などの大人相手に金儲けなどの話題を出すなどこましゃくれた言動に出たりするため、チエと菊から「小型のテツ」と揶揄されることもある。チエのことが好きだが素直になれない。一時期は母方の実家である和歌山市に住んでいたが、勘九郎の出所後、西萩に引っ越し、チエの隣の学校に通うことになる。引っ越した学校では、クラスの学級委員になったり、「アニキ」と慕う子分役の少年がいたりと人望があり、チエを驚かせている。

### チエの同級生
平山 ヒラメ（ひらやま ヒラメ）
声 - 三輪勝恵 （テレビアニメ1・2期、パチンコ版）
チエの同級生で大の仲良し。一人称は「ウチ」。
努力家だが、周りからドン臭いと見られることを本人は気にしており、何かと傷付きやすい、繊細な性格。絵画と相撲が大の得意で、特に絵は大阪府のコンクールで金賞を受賞（題材はテツのボクシング場面）するほどの腕前。相撲では多彩な技を持っており、また腕っぷしが強く、腕相撲ではチエに勝っているほか、懸垂も得意で1分以上鉄棒にぶら下がることができる。母親譲りで足は遅いがスタミナはあり、隠れた実力を発揮することも。凄まじい音痴でもあり、その歌声は聴く者を悶絶させ、その自覚を逆手にとって、時折マサル脅迫の武器にしたりもする。落ち込みやすい一方立ち直りも早く、根は素直で明るい。テツも彼女には甘く、よく気遣っている場面も。塩せんべいが大好物で、他に駄菓子類を好む。絵画以外は不器用なのかそろばんは苦手である。マサルのことはチエよりも嫌っており、きつく当たることが多い。
アニメ映画版には登場しない。これはヒラメの存在があまりに印象的なため、監督・高畑勲があえて登場させなかったため。

小林 マサル（こばやし マサル）
声 - 入江則雅 （テレビアニメ1期） / 谷真佐茂 （テレビアニメ2期） / 島田紳助 （劇場版） / 松本さち （パチンコ版）
チエの同級生で学級委員（「級長」と呼ばれることもある。一人称は「オレ」で、たまに「僕」と言うこともある。
学校では優等生ぶってチエやヒラメをからかったりするが、実はヘタレでいつもチエにやられてしまい、暴力を受けるとすぐに泣くことが多い。チエへの悪口を「悪口ノート」と称するノート幾冊に渡り書き溜めているが、これを読んだアントニオJr.に言わせると、かなり文才があるという。実際はチエに対する歪んだ愛情表現らしく、コケザルから「ワシはチエの結婚相手じゃ」とケンカを売られた直後、嫉妬からチエに「あんなシャツ一枚のサルみたいな奴（と結婚するのか）」と匿名の手紙を出すほど（チエは誰からの手紙か、その文章に対するむかつき具合で察した）。チエの悪口を言うことはマサルにとっていわゆる「生きがい」であり、チエが学校を休むと悪口を言う相手がいなくなるために、具合が悪くなる。教育ママの母親の下で閉塞感を持っており、母親からの期待にプレッシャーを感じているが、結局はボンボン育ちを抜け出せない。父親は何度か話にのぼったが、顔はヒラメが描いた似顔絵と食事中の後ろ姿があったのみで、素顔は登場しなかった。
作者のはるきによると、マサルははるき自身がモデルで、「俺にはマサルの気持ちがよう分かるんですよ。まさにそのイヤミなキャラは俺自身ですわ」と、若い頃にその心情を述べたことがある。
単行本1巻「教育パパの巻」では、授業中に「藤井君」と呼ばれていた（のちの再版で修正され、作者も謝罪文を載せている）。
マヨネーズが苦手なため、給食に出てきたサンドイッチのマヨネーズを避けるためにパンをちぎって食べていたこともある

タカシ
声 - 井手上勝富 （テレビアニメ1期） / 長岡伸明 （テレビアニメ2期） / 松本竜介 （劇場版） / 早水リサ （パチンコ版）
チエの同級生で、一人称は「オレ」または「僕」。いつもマサルと行動をともにする。通称「腰巾着（こしぎんちゃく）」。器用で運動神経も良く、マサルが見ていない場面ではその能力を遺憾なく発揮している場面もある。初期では「浩二 / コウジ」と呼ばれていた。はるきの元アシスタントのいわしげ孝がモデルらしい。不思議なほどマサルに従順であり、マサルが体調を崩した（「チエの悪口が喉に詰まって」）際には大量のマサル作「悪口ノート」をチエの家までわざわざ運んで来るなど、あらゆる場面でマサルに尽くす様子が見られる。
チエとヒラメはそこまで彼を嫌っておらず、むしろマサルがいない場面では、意図的にタカシ君と呼ぶなど独り立ちを促す場面も多く、それに対し幾度となく心が揺れている場面がある。

米谷 里子（よねたに さとこ）
チエのクラスの転入生。一人称は「わたし」。通称「サッちゃん」。勉強・運動ともに優秀な優等生。単行本45巻 - 48巻のみメインキャラとして登場。チエの学校に転入する前は、父親の仕事の関係で、引っ越しを繰り返してきた。転入当初は、飼い猫のロックと小鉄の過去の因縁による行き違いと、転校の多い子供にありがちな、本人の裏腹な心からチエのことを敵視していた。マラソン大会の後、誤解が解けて、チエ・ヒラメと大の仲良し（マサルによると「パンパカトリオ」）となる。後に銀行員だった父親が脱サラして、定食屋を営む母（里子の祖母）がいる岡山に引っ越した。母親は亡くなっており、その容姿はヨシ江に偶然よく似ていた。岡山では漁港に近い場所で暮らしており、カルメラ亭の屋号をもらって、祖母と父子でラーメン屋を営む。市場に近い関係で朝早く、学校に行くまでの間に家業を手伝い、チエへのリスペクトとして、接客中は下駄を履いている。
愛猫家であり、秋田で出会ったロックをかわいがっていたほか、偶然出会ったアントニオジュニアも「マフラーちゃん」と名付けてかわいがっていた。
なお、彼女は劇中後半に登場したため、アニメには第1期、第2期とも登場しなかった上、途中で転校していってしまうが、チエ、ヒラメとともに最終回の集合写真の中心を飾っているほか、双葉社の公式サイト「西萩通信」でも主要人物として紹介されている。

他所見（よそみ）
声 - ？（テレビアニメ1期） / 吉井基師 （テレビアニメ2期）
いつも他所見しているような目を向いている坊主頭の少年。クラスでは人望があり、クラス委員選挙のときにはマサルと互角だった。一方、マサルが転校することになった話では彼がクラス委員となるも、優柔不断な性格ゆえに発言力・統制力のなさをクラスメイトから指摘される。

### 猫
本作における猫と犬は基本的に人間と同等の知性と感情を有し、直立二足歩行して前肢を手のように用いて火を起こしたり道具を扱ったりしており、登場人物達がその事について言及することは基本的にないが、小鉄とジュニアが釣りをしている光景に良夫（マサルの叔父）が違和感を抱かなかった事に対して、テツが「普通のヤツは猫が釣りなんかしてたらあせるど」と言及するシーンも存在する。また、劇中でも人間らしいことをしても、その行動を疑う人物と疑わない人物がいる。小鉄がチエから「猫らしく」と言われた際にチエの言葉への当て付けとして四足歩行をしたこともあり、真似したアントニオジュニアは、その際に「久しぶりにこれやると手足の連絡が重いな」と発言している。また、小鉄たち一部の猫は人間の言葉を理解しているが、チエたちは、猫の言葉は理解できていない。また、原作では猫たちの吹き出しは違った写植文字を使っており、人間の会話とは明確に区別されている。
夏目漱石著『吾輩は猫である』に登場する猫と同じく、時に皮肉・同情を込めた人間観察をする存在としても描かれている。
小鉄（こてつ）
声 - 永井一郎 （テレビアニメ1・2期、パチンコ版） / 西川きよし （劇場版）
チエの飼い猫。額にある三日月状の傷がトレードマークとなっている。一人称は「ワシ」（若い頃は「オレ」）である。体毛は焦げ茶で、八割れタイプ。
生まれながら天涯孤独の野良猫であり、幼児期にはじめて眼を覚ました時（物心がついた時）にはダンボール箱に乗って大きな川の中を流れており、ダンボール箱が浸水して沈みはじめたのでヤケクソで向こう岸まで泳ぎ着いて生き延びるという経験をしている。
野良猫時代は数々の武勇伝を持つ極道猫であるが、本人は「ケンカは嫌い」と語っている。野良猫時代には九州や東北など日本各地を放浪していたが、拳骨の出張に紛れて東京へ行った際、「（それ以前に）関東には行ったことがない」と語っている。
チエがヨシ江（当時はまだ家出中）と出かけた時、行きつけの甘味屋でもらい受けて竹本家の一員となる。チエの挙げた名前の候補を全て嫌がったことから、言うことを聞かないところがテツと同じだということで小鉄と命名される。チエの店では掃除、算盤、ホルモン焼き、留守番などをこなすスーパーキャットで、パチンコで台を打ち止めにしたり、壊れた柱時計を修理したり（だが、音に驚いてまた蹴飛ばしてしまった）もしている。文字も全ての仮名と少々の漢字を読め、芸術を解する。地獄組との賭け野球の際はアントニオJr.と共にピンチヒッターとして登場し、人類顔負けの見事なバッティングを披露した。非常に頼れる存在であり、竹本家にとっての番犬ならぬ番猫の役目を果たす事も多く、テツやコケザルらの行動を監視する事をチエから請け負う事もある。
かつては飼い猫を見下すような考え方を持っていたが、自分がその立場に置かれる（竹本家の飼い猫になること）ことを望んだ心の変化については具体的に描かれていない。
猫、人間を問わず最強の存在で、チエからは用心棒として紹介されることもある。かつて「月の輪の雷蔵」、「コマ落しの銀次」の名で知られた遊侠猫であり、『どらン猫（どらンこ）』シリーズでは主役となる。額の三日月傷もそこで語られる。現在もたまにふらりと放浪の旅に出る。「石のコブシ」「動くアルプス」「ドラ猫発電機」「ファイティングマシーン」など数々の通り名が知られているが、今は小鉄で通っている。自ら認めている名前はチエに付けられた小鉄のみである。飼い猫であるにもかかわらず、ひょうたん池で釣ったフナを塩漬けにして保存していたりと自活もしている。ごく稀にだがタバコを吸う。必殺技は「必殺タマつぶし」。アントニオの死が自分の「タマつぶし」に起因することを自覚しており、ジュニアの復讐戦では無抵抗に徹し一切手を出さなかった。「タマつぶし」は、食らうと精巣を破壊される事でオスのホルモン分泌に多大な影響を及ぼすようで、以前と比べて性格が女性（メス）化する（いわゆるオカマ風になってしまう）弊害が起こる場合があり非常に恐ろしい技である。今では亡きアントニオに代わり、ジュニアの半保護者となっている。原作で「トシはチエちゃんと変わらんぐらい」と告げているシーンがあり、アントニオJr.と比べるとずっと年長である。
一方、チエからは可愛がられているというより半ば放置されるようになり、苦労して旅から戻ってきても再会をまるで歓迎されなかったり、テツや他の猫の罪をなすりつけられたりするなど、たびたびその不遇な扱いを嘆く場面が見られる。
それでもチエを保護者として敬愛しているのも事実で、レイモンドがテツに食べさせようとした下剤天丼を横取りしては、ミスター・マウイに食べさせている。

アントニオ
声 - 飯塚昭三 （テレビアニメ1期） / 横山やすし （劇場版）
百合根光三の飼い猫で、博打屋「遊興倶楽部」の片腕として働く。通称・アントン。一人称は小鉄とほぼ同じである。大好物はお好み焼き。
若い頃は女性関係に節操がなく好き放題にやっては多くの猫たちの恨みを買っており、その尻拭いをさせられる羽目になったジュニアはアントニオについて、「オレ、父さんの事好きやけど、やってきた事には絶望してるんや」と語っている。やがて博打をやっている時に百合根と出会い、飼われる。「遊興倶楽部」で暴れるテツを叩きのめし、テツによると「土佐犬でも噛み殺す猫」と言われるほど喧嘩が強かったが、後に小鉄と戦った際、必殺技「タマつぶし」で右のキンタマを取られて敗北する。その後はすっかり弱ってしまい、最後はいつもいじめていた近所の犬に噛み殺された（その犬は後にテツに噛みつかれ重傷を負う。）。死後は『堅気屋』の店内に剥製として鎮座する。若い頃に恨みを買った猫を始め、様々な騒動に巻き込まれることがあり、ぺしゃんこにされたり、水につけられたりと落ち着かない剥製として存在している。百合根がジュニアを心配して、ジュニアと小鉄を追いかけて青森恐山へ出向くと、ジュニアがイタコに頼んで呼び出してもらったアントニオが百合根に一時転生し、恨みに思っていた小鉄とテツへ攻撃するが、時間の経過とともにあの世へ帰っていった（と同時に百合根も元に戻った）。
アントニオJr.
声 - 山ノ内真理子 （テレビアニメ1期第10話 - 第20話） / 太田淑子（テレビアニメ1期第21話 - 、テレビアニメ2期、パチンコ版） / 横山やすし（劇場版・二役）
アントニオの息子。通称はジュニア。一人称は「オレ」である。亡父と同じく、虎猫のような体毛をしている。「堅気屋」で百合根光三と一緒に暮らす。
デタラメな父親と違って思いやりがあり、律儀な性格である。赤子の頃に父親によって彼を産んだ母親に捨てられる境遇に遭ったと、ジュニア自身が小鉄に語ったことがある。放浪の旅の末に父アントニオのいた『堅気屋』にたどり着き、小鉄を恨むテツの企みで父の復讐をすべく小鉄と決闘するが、小鉄の捨て身（無抵抗）の説得により和解し、以後は小鉄を慕うようになった。小鉄に肉薄する格闘能力の高さを誇り、瓦や石を叩き割る、瓶を手刀で一刀両断するなど、彼も規格外の強さを持っており、特に父親譲りの頭突き攻撃や回し蹴りなどを得意とする。
毎年春や秋になるとノイローゼになり、小鉄からは呆れられることも多い。
シンボルの赤いスカーフは、『堅気屋』に来る以前に淀川沿いの野良猫達の兄貴分だった際、野良猫排除運動によって仲間を失った苦い思い出に因むものであり、その運動の中心人物であったペット組合会長の自宅を襲撃した際に組合会長が着ていたガウンの切れ端である。復讐を果たして以来、「やるだけやって逃げたと思われたら癪だから」ということで、敢えて自分の仕業であることを主張するために着けている。このスカーフは箕面のサル軍団とのケンカの中でボロボロになった為に処分しており、それ以降は同じ柄の生地を探してきて着けている。
退屈凌ぎに小鉄の放浪に同行することもある。小鉄が話したがらない無頼時代のことを聞き出すのが好き。小鉄もそうだが、人間の言葉はしゃべれなくても人間の言葉は理解できる。文字も多少読め、時間を掛ければマサルの悪口ノートも解読できる。
父恋しさにアントニオを百合根に転生させてしまい、小鉄に「もうアントニオを呼び出さないでくれ。」と云われ、納得する。
レイモンドがテツ用に用意した下剤天丼をマウイに食べさせて、（チエや渉たちに迷惑を掛けている）レイモンドに復讐したいという小鉄に呆れつつも条件付きで同意した。

釜虎
声 - 緒方賢一
アントニオの親友。鉄カブトをかぶっていて知恵の輪の名人。アントニオとは日本を表と裏に分けて縦断制覇する夢を誓った仲で裏日本を引き受けていたが、アントニオの死を知って敵討ちの為にひょうたん池に現れる。

クルミ
元は東京のヤクザの親玉の元で飼われていた飼い猫で、元々の名前はジェラール。血統書付きの高級猫だったが、テツにどつかれ傷ものとされ、それが原因で元の主人に捨てられ、失意の元に西萩にひょっこり戻ってくる。後にテツがコケザルに飼うように押し付けるが、彼の母親に気に入られ、クルミという名前が付けられ天野家の飼い猫となった。舌が肥え、贅沢三昧のイヤミな性格だったが、逆境に次ぐ逆境の末、かなり世の中に対し冷めた考えを持つようになっている。

ロック
里子の飼い猫で、里子が秋田にいたときに出会う。しかし、もともとは小鉄のような放浪猫だった。小鉄とその周辺の野良猫たちのせいで「ウンコ丸」というひどい名前を付けられ、それが原因で熱を上げていたメス猫に失恋し、その恨みで小鉄の後を追うようになる。そのときに、トレードマークとして、小鉄が作った石の首飾りをまとうが、そこから里子がロックという名前を付けた。かなり腕力は高く、実力でアントニオJr.を逆さ吊りにしており、石投げを得意とする。性格はかなり歪んでいる部分もあり、過激な言動や行動が多い。ロックという名前を付けてくれた里子には恩を感じており、里子の転校の際、一緒に付いていく。
後に小鉄とJr.がロックに会いに行った際は食っちゃ寝を繰り返したせいでデブ猫となってしまっており、里子の頼みもあって彼を元通りにしている。

猫の父子
第2話で登場。小鉄を倒せば就職ができると言って野良猫だった頃の小鉄に襲いかかった。
その他にも様々な猫が登場する。

### その他
マサルの母
声 - 奈千宮子 （テレビアニメ1・2期、パチンコ版） / 太田淑子 （劇場版）
絵に描いたような教育ママで、マサルに家庭教師を付けたり、絵画教室や剣道道場に通わせたりしている張本人。いわゆる富裕層の金持ちマダムで、なにげなく嫌味な発言が多く、口から先に生まれたようなお喋りでもあり、その自慢話には息子のマサルも手を焼いている。テツとはお互い相性が悪く、普段から避けている。旧姓は逆根（さかね）で、良夫という弟がいる。なお、父親は原作で一度も登場していない。

ヒラメと丸太の母
声 - 嶺はるか （テレビアニメ1期） / 佐藤京子 （テレビアニメ2期）
平山家の母親で、専業主婦。顔は兄妹と瓜二つ。脚は遅いが、高校時代は登山部だったので体力があり山にも慣れている。普段はおっとりしているが、いざというときには優れた行動力を発揮することも。兄妹はお母ちゃんと呼んでいる。また、平山家も父親は劇中に登場しない。テツも彼女に対しては「オバはん」呼ばわりしないことが多い。

周先生
声 - 北見唯一 （テレビアニメ2期）
怪しげな中国語を喋るプロの鍼灸師。拳骨とは旧知の仲で、元々神戸に在住していたが、拳骨専属の鍼灸師になるといって西萩に引越してくる。学生時代は相撲部仲間でもあった。根っからのカブ好きで、実力もテツと互角だが、その熱狂ぶりにはテツすら参るほど。普段からニコニコしたようなポーカーフェイスだが、実際は繊細な性格で、機嫌が悪くなると人相が変わる。アニメ第1期には登場しない。

釜地捨丸
声 - ?
テツが鑑別所にいた頃の、当時の所長。顔は色黒。テツには何度となくどつかれ、ひどい目にも遭っていたにも拘わらず、テツの大ファンで彼と再会すると感涙に咽びていた。元々は戸黒という名字で、捨丸はあだ名となっていたが、後に作者自ら釜地捨丸が本名で、戸黒はあだ名と設定を変えている。そのため、アニメ第一期に登場する名称は戸黒となっている。

坊主頭の男と、蛸状の口の男
「チエちゃん」の常連二人で、劇中の序盤から終盤までずっと登場する。仕事は土木関係（日雇いかは不明だが、「今日は仕事にあぶれた」と愚痴をこぼすシーンがある）。夜は決まって「チエちゃん」に寄っていく。たまに友達を連れてくることもあるが、基本は二人組。たまに住之江のボートレース場へ通っている。下品な話が好きだが、チエへはそれを出さないように気遣っている。

今西カオル
百合根の長男だったが、妻の離婚により別居。月に1回は会っていたが、ある時期を境にやめている。

幕ごはん
菊の旧友で、本名は咲村君代。幕ごはんという名前は、お昼の弁当に毎回、幕の内の弁当箱にご飯しか持ってこなかったから。指名手配されていた詐欺師でもあり、それを分かっていて最後に芝居を演じた。
一霧二郎
声ー若本規夫（テレビアニメ１期）
難波大学応援団団長。ヨシ江に一目惚れし、テツに逆恨みする。剣道の達人で、テツと互角の勝負を演じた。

大倉アケミ
テツ、ヨシ江、ミツルの旧友で元ヤン。演歌歌手志望で上京するも売れなかった。後に難波でスナックをしておりセツコという源氏名を持つ。そこでデュエットを歌ったカルメラ兄も熱を上げていた。

逆根良夫
マサルの叔父で、脱サラし、かねてより夢を抱いていた随筆家となった。花井拳骨の大ファン。

お玉
砂利屋の経営者で、じゃり玉の異名を持つ。菊の旧友でともに空手道場に通っていた。テツを無理やりダンプに乗せて自社の現場に連れ込むなど豪快な性格の持ち主。

立花瞳
朝子が東京で知り合った友人で、売れっ子ライター。チエちゃんを取材し、一躍人気店にするほどの影響力を持つ。

ヨーデルサトミ
本名は里見という男性。テツの鑑別所時代の旧友で、ヨーデルを得意とする。それで生計を立てようとしたが行き詰まり、幼子を「チエちゃん」の前に捨てていく騒動を起こす。なお、このストーリーはファミコン版『じゃりン子チエ』第3章の下敷きとなっている。

ガンバロウ君
映画館で受付をしていたフリーター。お人好しのため丸太と同じく、悪徳商法のカモにされる。本名は南出はじめ。

北山
ミツルの部下で、テツのことに興味を抱こうとしてミツルから厳しく釘をさされる。

アロハの4人組
レイモンドが新事業を立ち上げるためにハワイで雇った日系人だが、その内の一人・パカカヒナ・トガシがレイモンドの事業資金を持ち逃げして逃亡、レイモンドは残る3人にパカカヒナを追いかけてお金を取り戻すようにいい、アロハ3人はパカカヒナを大阪で突き止めたが、そこで出会ったテツを慕うようになり、いつしか来日の目的を忘れてしまった。ちなみにこの4人は（コケザル曰く）テツがレイモンドの仇敵であることは知らないまま、ミスター・マウイとの死闘を終わらせる。

ミスター・マウイ
パカカヒナを追うために出張させたアロハ3人が（パカカヒナを含めて）テツと仲良くなっていることに感づいて業を煮やしたレイモンドが、最後の刺客として仁吉と一緒に来日させたサングラスをかけた浅黒い巨体の男。見た目はただ巨体のハワイ男であるが、百合根曰く「あれはテツと同レベルの猛獣」というほど、何をするかわからない奴であった。一時失踪して平山家に出入りしてはヒラメに飯をたかった事も有った。宥めようとした渉を蹴飛ばしたことから、憤慨した百合根と菊は彼に復讐する為、テツ・アロハ連合に合流する。ちなみに彼はテツとアロハ２号の攻撃によって隻眼となってしまい、レイモンド・仁吉ともども敗北する。

ブルドッグ
第3話に登場。お地蔵さんのところで飼い主と一緒に便所をしていたところを、ちょうど百合根と一緒に散歩していたアントニオに気づかれて勝負を挑むが、逆転されて倒されてしまった。
これ以外にも小鉄達と勝負する犬が登場している。

## 書誌情報

### 単行本
- はるき悦巳 『じゃりン子チエ』 双葉社〈アクションコミックス〉、全67巻
  1. 1979年5月15日発行、ISBN 4-575-81200-5
  2. 1979年9月10日発行、ISBN 4-575-81201-3
  3. 1979年12月15日発行、ISBN 4-575-81202-1
  4. 1980年3月5日発行、ISBN 4-575-81203-X
  5. 1980年5月1日発行、ISBN 4-575-81204-8
  6. 1980年7月25日発行、ISBN 4-575-81205-6
  7. 1980年11月15日発行、ISBN 4-575-81206-4
  8. 1981年2月20日発行、ISBN 4-575-81207-2
  9. 1981年5月18日発行、ISBN 4-575-81208-0
  10. 1981年8月9日発行、ISBN 4-575-81209-9
  11. 1981年11月24日発行、ISBN 4-575-81210-2
  12. 1982年2月14日発行、ISBN 4-575-81211-0
  13. 1982年6月24日発行、ISBN 4-575-81212-9
  14. 1982年8月16日発行、ISBN 4-575-81213-7
  15. 1982年12月19日発行、ISBN 4-575-81214-5
  16. 1983年2月20日発行、ISBN 4-575-81215-3
  17. 1983年6月24日発行、ISBN 4-575-81216-1
  18. 1983年10月24日発行、ISBN 4-575-81217-X
  19. 1984年1月9日発行、ISBN 4-575-81218-8
  20. 1984年5月発行、ISBN 4-575-81219-6
  21. 1984年8月19日発行、ISBN 4-575-81220-X
  22. 1984年11月24日発行、ISBN 4-575-81221-8
  23. 1985年2月19日発行、ISBN 4-575-81222-6
  24. 1985年5月24日発行、ISBN 4-575-81223-4
  25. 1985年8月13日発行、ISBN 4-575-81224-2
  26. 1985年11月24日発行、ISBN 4-575-81225-0
  27. 1986年2月18日発行、ISBN 4-575-81226-9
  28. 1986年5月28日発行、ISBN 4-575-81227-7
  29. 1986年8月19日発行、ISBN 4-575-81228-5
  30. 1986年12月19日発行、ISBN 4-575-81229-3
  31. 1987年4月19日発行、ISBN 4-575-81230-7
  32. 1987年7月19日発行、ISBN 4-575-81231-5
  33. 1987年10月発行、ISBN 4-575-81404-0
  34. 1988年1月発行、ISBN 4-575-81429-6
  35. 1988年6月発行、ISBN 4-575-81465-2
  36. 1988年11月発行、ISBN 4-575-81500-4
  37. 1989年2月発行、ISBN 4-575-81522-5
  38. 1989年5月発行、ISBN 4-575-81536-5
  39. 1989年8月発行、ISBN 4-575-81558-6
  40. 1989年12月発行、ISBN 4-575-81590-X
  41. 1990年4月発行、ISBN 4-575-81628-0
  42. 1990年7月発行、ISBN 4-575-81650-7
  43. 1990年10月27日発行、ISBN 4-575-81670-1
  44. 1991年2月発行、ISBN 4-575-81698-1
  45. 1991年5月27日発行、ISBN 4-575-81719-8
  46. 1991年8月発行、ISBN 4-575-81734-1
  47. 1991年11月発行、ISBN 4-575-81757-0
  48. 1992年3月28日発行、ISBN 4-575-81776-7
  49. 1992年7月28日発行、ISBN 4-575-81803-8
  50. 1992年10月28日発行、ISBN 4-575-81822-4
  51. 1992年12月28日発行、ISBN 4-575-81834-8
  52. 1993年4月発行、ISBN 4-575-81860-7
  53. 1993年7月発行、ISBN 4-575-81881-X
  54. 1993年10月28日発行、ISBN 4-575-81900-X
  55. 1994年1月発行、ISBN 4-575-81922-0
  56. 1994年5月発行、ISBN 4-575-81953-0
  57. 1994年8月発行、ISBN 4-575-81976-X
  58. 1994年11月発行、ISBN 4-575-82001-6
  59. 1995年3月発行、ISBN 4-575-82030-X
  60. 1995年7月発行、ISBN 4-575-82071-7
  61. 1995年11月発行、ISBN 4-575-82093-8
  62. 1996年3月発行、ISBN 4-575-82126-8
  63. 1996年7月28日発行、ISBN 4-575-82160-8
  64. 1996年10月27日発行、ISBN 4-575-82184-5
  65. 1997年2月11日発行、ISBN 4-575-82210-8
  66. 1997年7月11日発行、ISBN 4-575-82258-2
  67. 1997年12月12日発行、ISBN 4-575-82295-7

### その他
- 双葉社/コミック文庫 じゃりン子チエ 全47巻
- 双葉社/アクションコミックス どらン猫小鉄 現在絶版
- 双葉社/コミック文庫 じゃりン子チエ番外篇 どらン猫小鉄奮戦記
- 双葉社/コミック文庫 帰って来たどらン猫 （アンちゃんて誰やねん編、呑んだら天国呑まれりゃ地獄編 上・下）

この他、『100てんコミック』という児童向けコミック誌が双葉社で創刊された際、児童向けのソフトを持たない同社が、苦肉の策として『漫画アクション』などに掲載された青年向け作品をリメイク、あるいはそのまま掲載しており、本作もエピソードをよりぬいて、版型を他のコミックスと合わせた「ジュニア版コミックス」が出版された。

## 評価
大塚康生は「地方自治体の協力で作られ、観光資源として期待されている『ご当地』作品もあるそうで、この10年の一つの成果と言えると思います。今も大阪で人気の高い本作は、そのさきがけであったのかも知れません。」と評している。
井上ひさしは本作を絶賛している。

## アニメ映画
1981年4月公開。同年のキネマ旬報日本映画ランキング36位。主要キャストには中山千夏・西川のりおら、声優ではなく関西出身の俳優や関西で活躍する吉本興業所属のお笑いタレントが起用された。
のりお曰くギャラは安かったようで、「（アフレコに）2日拘束されてギャラは5万円だった」とこぼしている。
同時上映は『フリテンくん』。
劇中チエとヨシ江が観に行く映画館の上映作品として、同じ東宝作品の『怪獣島の決戦 ゴジラの息子』の映像が挿入されている。またチエのクラスの生徒の中に不二家のキャラクター・ペコちゃんに似た「不二家さん」が紛れており、原作にも登場する。テレビ版では『Dr.スランプ』の則巻アラレそっくりのキャラクター「コブマキさん」が描かれている（第2話）。
映画公開に先駆けて、東宝が「じゃりン子チエ通信」というB5半裁のリーフレットを全5冊の1冊300円で発売した。DVDは「ジブリがいっぱいコレクション」シリーズで2004年4月に発売された。
大塚康生は本作を「もっとも好きなアニメーションのひとつで、くり返し見て楽しんでいます。」と評し、ディズニーのフランク・トーマスとオリー・ジョンストンは本作を「私たちが、これまでに見た日本のアニメーションで最高の作品です。」と絶賛した。
斎藤環は本作とTVシリーズを「個人的に、もっとも思い入れが深い作品」と評している。

### スタッフ
- 製作 - 多賀英典、藤岡豊
- 脚本 - 城山昇
- 音楽 - 星勝
- キャラクターデザイン - 小田部羊一
- 作画監督 - 小田部羊一、大塚康生
- 美術監督 - 山本二三
- 撮影監督 - 高橋宏固
- 録音監督 - 加藤敏
- 整音 - 前田仁信
- 効果 - 倉橋静男（東洋音響効果グループ）
- タイトル - 藤井敬康
- 編集 - 鶴渕充寿
- ネガ編集 - 高橋和子
- 助監督 - 三家本泰美、安濃高志
- 制作担当 - 仙石鎮彦
- 制作デスク - 竹内孝次
- 宣伝プロデューサー - 富山省吾
- プロデューサー - 片山哲生
- 監督 - 高畑勲
- 制作協力 - テレコム・アニメーションフィルム、澤田隆治
- 製作 - キティ・ミュージック、東京ムービー新社
- 配給 - 東宝

### 主題歌
オープニングテーマ「じゃりン子チエ」
作詞 - 阿久悠 / 作曲 - 岡本一生 / 編曲 - 星勝 / 唄 - ビジー・フォー（CBSソニー）
エンディングテーマ「春の予感」
作詞 - 来生えつこ / 作曲 - 来生たかお / 編曲 - 星勝 / 唄 - ビジー・フォー（CBSソニー）

### 「アニメDEマンザイ じゃりン子チエ」
毎日放送（MBS）でテレビアニメが開始される半年前の1981年4月12日、関西テレビ制作・フジテレビ系列の『花王名人劇場』の枠で「アニメDEマンザイ・じゃりン子チエ」が放映された。劇場版アニメの公開に合わせた企画で、アニメと実写（当時あったうめだ花月での漫才の公演）を合成した内容であった。劇場版・MBS版でテツの声を担当した西川のりおが、アニメのテツと共演した。

#### 実写パート出演者
- 中山千夏（冒頭のあいさつ部分）
- ザ・ぼんち
- 西川のりお・上方よしお
- 島田紳助・松本竜介
- 今いくよ・くるよ

## テレビアニメ
1981年秋から毎日放送（MBS）の企画・制作でテレビアニメ化された。第1期と第2期シリーズのDVD-BOXはバンダイビジュアルが発売。終了後も今日に至るまで近畿地方で頻繁に再放送が繰り返されている。

### 第1期シリーズ
毎日放送（MBS）制作で1981年10月3日から1983年3月25日まで放送された。全65話。今作ではチーフディレクターとなる高畑勲の意向により、チエ・テツ・ミツル役は映画版と同じ配役で、他主要キャストにも自然な大阪弁を話すことができる声優、近畿在住の俳優や子役が配された。また、オープニングアニメーションは映画版の映像が一部転用されている。
第10話までは基本的に映画版でのエピソードをテレビ版キャストがアフレコし直したうえでそのまま描き（一部場面の追加・手直しはある）、第11話以後（第2期も同）は原作漫画のエピソードを基にテレビアニメ版独自の脚本で描いている。原作の2話が、アニメでは尺の都合などで1エピソードとなっていることが多く、また原作とは順序が変えられているエピソードも多い。
第1話は、前半がジュニア版単行本第1巻に収録された「予告編」（ジュニア版発行のため特別に書き下ろしたもの）を原作とし、後半は原作の第1話（単行本1巻1話）の「チエちゃん登場」。最終回は、原作の155話（単行本13巻12話）の「知恵の輪騒動(6)ヨシ江はんの一発」。原作第2話、原作第9巻の「レディー・幕ごはん」のエピソード、原作12巻の「レイモンド飛田が市会議員に立候補する」エピソード及び「百合根が別れて暮らしている息子と再会する」エピソードなどが省略されている。また第30・31話に当たる「大阪株の会」について描いた件で、原作では「ポリ公（警察官）が来たらハイビスコ」とされていたが、テレビ版では協賛スポンサーの関係で「ハイ煎餅」に差し替えていた。
当初は毎日放送・TBS・信越放送・山陽放送（現・RSK山陽放送）では土曜日の夕方17:00からの放送で、中国放送などでは遅れネットだった他、ほとんどの局で未放送であった。後に1982年4月9日放送の第23話「はじかれて御破算のテツ」から金曜日19:00からとなり、ここから岩手放送（現・IBC岩手放送）と長崎放送を除く系列ネットとなった。近畿での最高視聴率は29.1%。
1982年4月2日はローカル枠時代の未ネット局への配慮も兼ね、「春一番!!人気独点アニメスペシャル じゃりン子チエ」として劇場アニメ版を19:00-20:55で放送。

#### スタッフ（第1期）
- 原作 - はるき悦巳
- 美術監督 - 早乙女満
- キャラクター設計 - 小田部羊一
- 録音監督 - 加藤敏
- 撮影監督 - 三沢勝治
- 音楽 - 風戸慎介[注 86]
- 音楽ディレクター - 鈴木清司
- 編集 - 掛須秀一
- 文芸担当 - 山崎敬之
- 制作担当 - 尾崎穏通
- 色指定 - 細内陽子
- 美術設定 - 吉崎正樹、村上律子
- 撮影 - 旭プロダクション
- 録音技術 - 中田順一
- 効果 - 倉橋静男
- タイトルデザイン - 高具アトリエ
- 演出助手 - 佐藤博明、比留間敏之、棚沢隆
- 録音 - 東北新社
- 現像 - 東映化学
- プロデューサー - 仙石鎮彦
- チーフディレクター - 高畑勲
- 製作 - 毎日放送、東京ムービー新社

#### 主題歌（第1期）
オープニングテーマ「バケツのおひさんつかまえた」（フォーライフ・レコード）
作詞 - はるき悦巳 / 作曲 - 惣領泰則、高畑勲、風鳥花楽 / 編曲 - 惣領泰則 / 唄 - 中山千夏・大野進
漫画の中でテツが歌っていたりするが、若干歌詞が異なる。
花札をモチーフにした画面に劇中キャラクターが登場する。
第32～38話の放送ではエンディングとしても使われ、チエちゃんが浴衣を着て盆踊りを踊る映像が流れた。
エンディングテーマ「ジュー・ジュー・ジュー」（フォーライフ・レコード）
作詞 - はるき悦巳 / 作曲・編曲 - 惣領泰則 / 唄 - 中山千夏
小鉄が豪快なけん玉技を見せているが、最後だけ失敗して終わる。歌詞の中のシャラズルとは下駄を引きずっている様子。

#### 各話リスト（第1期）
| 話数 | 初回放送日     | サブタイトル                      | 脚本       | 演出       | 作画監督            | 配役、ゲスト |
| ---- | -------------- | --------------------------------- | ---------- | ---------- | ------------------- | --- |
| 1    | 1981年 10月3日 | 決めたれ!チエちゃん               | 城山昇     | 佐々木正広 | 才田俊次            | 後藤基治 田中弘史 納谷六朗 |
| 2    | 10月17日       | テツは教育パパ!                   | 城山昇     | 武元哲     | 宇田川一彦          | 後藤基治 田中弘史 奈千宮子 上田恵子 山口幸生 玉生司朗 阪脩 |
| 3    | 10月24日       | 激突!小鉄対アントン               | 城山昇     | 横田和善   | 宇田川一彦          | 宮本毬子 野上哲矢 下元年世 児玉将宏 関亘 アリタ照久 中村浩基 藤沢薫 岸野一彦 |
| 4    | 10月31日       | テツの薬はゴロンパー              | 城山昇     | 佐々木正広 | 才田俊次            | 後藤基治 田中弘史 山口幸生 ハリタ照久 中矢三平 河野実 |
| 5    | 11月7日        | おバァのテツ救出作戦              | 篠崎好     | 秋山勝仁   | 宇田川一彦          | 後藤基治 田中弘史 関亘 米沢正純 |
| 6    | 11月14日       | テツと運動靴とマラソン            | 篠崎好     | 武元哲     | 小田部羊一          | 後藤基治 田中弘史 小川聡明 永野辰弥 |
| 7    | 11月28日       | テツの最も恐れる日                | 城山昇     | 秋山勝仁   | 宇田川一彦          | 野上哲矢 |
| 8    | 12月5日        | 母は来ました。                    | 城山昇     | 横田和善   | 才田俊次            | |
| 9    | 12月12日       | テツの家出?                       | 篠崎好     | 安室克也   | 宇田川一彦          | 後藤基治 田中弘史 |
| 10   | 12月19日       | アントニオJr.登場!                | 篠崎好     | 佐々木正光 | 清山滋崇            | |
| 11   | 12月26日       | 金賞!チエちゃんの作文             | 城山昇     | 武元哲     | 丹内司              | |
| 12   | 1982年 1月9日  | 野球で勝負!勝負!!                 | 城山昇     | 御厨恭輔   | 朝倉隆              | |
| 13   | 1月16日        | おバァのホームラン                | 城山昇     | 横田和善   | 才田俊次            | タイガー（島米八） アンパイア（野上哲矢） 一塁手（ハリタ照久） 二塁手（大捕慎司） |
| 14   | 1月23日        | 勘九郎とコケザル                  | 篠崎好     | 佐々木正光 | 清山滋崇            | 勘九郎（多賀勝） コケザル（小川聡明） コケザルの母（鳴尾ヨネ子） |
| 15   | 1月30日        | まわりはみんなフンドシ            | 篠崎好     | 秋山勝仁   | 宇田川一彦          | |
| 16   | 2月6日         | 相撲大会近し 強敵デク登           | 篠崎好     | 武元哲     | 朝倉隆              | デク登（芦田鉄雄） |
| 17   | 2月13日        | 相撲大会 ヒラメがんばる           | 城山昇     | 三家本泰美 | 才田俊次            | ヒラメの母 マサルの母 原爆（吉松宏記） 行司（山口幸生） 半田（長友信行） 甚部（竹岡和彦） 花黒（小南文彦） パチンコ屋（中矢三平）                                                           |
| 18   | 2月20日        | 相撲大会 テツ対デク登             | 城山昇     | 北原健雄   | 北原健雄            | デク登 行司 骨ツギ医（西康一） |
| 19   | 2月27日        | テツ只今入院中                    | 篠崎好     | 横田和善   | 清山滋崇 宇田川一彦 | 新聞部（小南文考） |
| 20   | 3月6日         | テツはミツルの仲人?               | 篠崎好     | 三家本泰美 | 朝倉隆              | おタカ |
| 21   | 3月13日        | テツのギプスがとれた日            | 城山昇     | 御厨恭輔   | 木下ゆうき          | 地獄組のボス その子分（南条好輝） 山下ノブ子 うどん屋女主人（松田春子） |
| 22   | 3月20日        | あァ!ミツルの結婚式               | 城山昇     | 石田昌平   | 才田俊次            | おタカ ノブ子 うどん屋女主人 |
| 23   | 4月9日         | はじかれて御破算のテツ            | 城山昇     | 三家本泰美 | 星川信芳            | |
| 24   | 4月16日        | ひょうたん池の決闘                | 篠崎好     | 横田和善   | 朝倉隆              | 耳なし呆一（阪脩） 大親分（今西正男） 瓢六（安原義人） |
| 25   | 4月23日        | 昔のはなしはテレくさい!           | 宮本昌孝   | 三家本泰美 | 木下ゆうき          | 教授Ａ（玉生司郎） 教授Ｂ（入江慎也） 司会者（柳川清） 学生（上村敦文） ボクシング部（名村昌晃） タクシー運転手（阪口俊朗）                                                                 |
| 26   | 4月30日        | ヒラメのかくれた才能              | 高屋敷英夫 | 御厨恭輔   | 北原健雄 清山滋     | マサルの母 |
| 27   | 5月14日        | ヒラメ、いかるがの絶唱            | 高屋敷英夫 | 三家本泰美 | 才田俊次            | マサルの母 先生（ハリタ照久） 運転手（山本一郎） バスガイド（門屋亮子） |
| 28   | 5月21日        | チエの通知簿、さえないけれど…     | 城山昇     | 御厨恭輔   | 北原健雄            | 福引所のおやじ（田中弘史） 初詣の男（中矢三平） |
| 29   | 5月28日        | 大当り!ホンコン、マカオの旅       | 宮本昌孝   | 安濃高志   | 北原健雄            | |
| 30   | 6月11日        | 猫もしゃくしも地獄組へ            | 宮本昌孝   | 御厨恭輔   | 木下ゆうき          | 部長刑事（山本弘） 刑事（米沢正純） |
| 31   | 6月18日        | 浪花の華!地獄組大乱闘             | 高屋敷英夫 | 三家本泰美 | 朝倉隆              | ラーメン屋親父(松田アキラ) 部長刑事 警官(後藤基治) |
| 32   | 7月9日         | 天井裏にしばられたテツ            | 高屋敷英夫 | 秋山勝仁   | 星川信芳            | ノブ子 |
| 33   | 7月16日        | テツも小鉄もいい男!?              | 宮本昌孝   | 横田和善   | 才田俊次            | ドテラの留吉（今西正男） |
| 34   | 7月23日        | 親子でケンカはいいもんだ          | 高屋敷英夫 | 御厨恭輔   | 北原健雄            | ヒラメの母（嶺はるか） ヒラメの兄（久米学） |
| 35   | 8月6日         | アントニオ修理記念大パーティー    | 宮本昌孝   | 三家本泰美 | 朝倉隆              | 客（野上哲矢） |
| 36   | 8月13日        | テツ、怒りの豪速球!               | 宮本昌孝   | 佐藤博明   | 木下ゆうき          | 古本屋のオヤジ（田中弘史） |
| 37   | 8月20日        | テツに似たらお嫁に行けン!?        | 高屋敷英夫 | 横田和善   | 北原健雄 丹内司     | マサルの母 |
| 38   | 8月27日        | テツのきらいな父兄運動会          | 宮本昌孝   | 御厨恭輔   | 才田俊次            | マサルの母 ヒラメの母 |
| 39   | 9月3日         | ふんだりけったりのテツ            | 宮本昌孝   | 三家本泰美 | 友永和秀            | |
| 40   | 9月10日        | みんなで海にきたものの…           | 高屋敷英夫 | 秋山勝仁   | 木下ゆうき 星川信芳 | |
| 41   | 9月17日        | 夏の終わりのおみやげ二つ          | 高屋敷英夫 | 御厨恭輔   | 朝倉隆              | 勘九郎 コケザル |
| 42   | 9月24日        | テツが主催の同窓会                | 宮本昌孝   | 横田和善   | 小林一幸            | 勘九郎 コケザル |
| SP   | 10月15日       | 小鉄・ジュニアの秘められた過去    | 高屋敷英夫 | 三家本泰美 | 才田俊次            | デンプシー（今西正男） デンプシーの主人（岸野一彦） ガタロの梅若（玄田哲章） 音吉（納谷六朗） 決斗の親猫（阪脩） 決斗の子猫（柴田清子） 東北のジイサン猫（肝付兼太） 東北の雷蔵（笹岡繁蔵） |
| 43   | 10月22日       | テツの特別ボクシングコーチ        | 高屋敷英夫 | 三家本泰美 | 北原健雄 清山滋崇   | |
| 44   | 10月29日       | リングの死闘?! テツ対ワイルド蛮地 | 高屋敷英夫 | 御厨恭輔   | 才田俊次            | |
| 45   | 11月5日        | ヒラメのモデルはつらかった        | 宮本昌孝   | 山田勝久   | 小林一幸            | |
| 46   | 11月12日       | ヒラメちゃんのプレゼント          | 宮本昌孝   | 三家本泰美 | 木下ゆうき          | |
| 47   | 11月19日       | 目撃!テツとヨシ江のデート         | 高屋敷英夫 | 横田和善   | 北原健雄            | |
| 48   | 11月26日       | ヒラメちゃんの表彰式              | 高屋敷英夫 | 御厨恭輔   | 朝倉隆              | |
| 49   | 12月3日        | 小鉄に見られたラブレター          | 宮本昌孝   | 御厨恭輔   | 小林一幸            | |
| 50   | 12月10日       | リングネームはマッドドッグ        | 高屋敷英夫 | 三家本泰美 | 朝倉隆              | マサルの母 |
| 51   | 12月17日       | テツ、東洋チャンピオンに挑戦!     | 高屋敷英夫 | 佐々木正光 | 清山滋崇            | ソムデン（荻原郁三） タイの会長（山本弘） |
| 52   | 12月24日       | チエとヒラメで主役決定!           | 宮本昌孝   | 横田和善   | 才田俊次            | マサルの母 |
| 53   | 1983年 1月7日  | 学園パニック!ヒラメ、再び絶唱     | 宮本昌孝   | 御厨恭輔   | 朝倉隆              | マルタ ヒラメの母 マサルの母 |
| 54   | 1月14日        | 男・マルタのケンカ術              | 高屋敷英夫 | 御厨恭輔   | 朝倉隆              | マルタ |
| 55   | 1月21日        | V奪回!おバァのオールド・パワー    | 高屋敷英夫 | 御厨恭輔   | 木下ゆうき          | |
| 56   | 1月28日        | チエとヒラメ恋に悩む?!            | 宮本昌孝   | 三家本泰美 | 北原健雄            | 客（野上哲矢、後藤基治） |
| 57   | 2月4日         | 登場!先生の恋人                   | 宮本昌孝   | 横田和善   | 才田俊次            | 朝子（松金よね子） |
| 58   | 2月11日        | モーレツ!先生の恋人               | 高屋敷英夫 | 御厨恭輔   | 北原健雄 小原秀一   | 朝子 部長（永野辰弥） 警官（大捕慎司） |
| 59   | 2月18日        | テツのまわりは敵だらけ            | 高屋敷英夫 | 三家本泰美 | 朝倉隆              | マルタ 部長 |
| 60   | 2月25日        | ああ!世紀のラグビー決戦!!         | 宮本昌孝   | 三家本泰美 | 才田俊次            | マルタ 朝子 部長 |
| 61   | 3月4日         | プロポーズされたヨシ江はん!       | 宮本昌孝   | 御厨恭輔   | 小林一幸            | マルタ 朝子 部長 |
| 62   | 3月11日        | テツの頭はカチカチ山              | 高屋敷英夫 | 横田和善   | 朝倉隆              | 釜虎（緒方賢一） |
| 63   | 3月18日        | 応援団長がやって来た              | 高屋敷英夫 | 三家本泰美 | 北原健雄            | 釜虎 猫１（納谷六朗） 猫２（龍田直樹） 団長（若本紀昭） 副団長（玄田哲章） |
| 64   | 3月25日        | 最終回とはいうものの…             | 宮本昌孝   | 御厨恭輔   | 才田俊次            | 朝子 釜虎 団長 副団長 ヒラメの母 |

- 1981年10月10日はパ・リーグプレーオフ「ロッテ vs 日本ハム」第2戦を試合終了まで放送するため、試合の延長により毎日放送などでは放送休止となり、17日以降に順延したが、通常同時ネットの山陽放送では10日の16:00から自社制作のローカル番組「瀬戸大橋着工3年・全ルート現地ルポ」を放送する関係でプレーオフ中継を飛び降りたため、本来の時間帯での先行ネットで第2話を放送し、10月24日の第3話も自社制作の「山陽クイーンズゴルフトーナメント・予選」を放送する関係上、10月17日に先行ネットした[12]。

#### 放送局

##### 第1話 - 第22話
| 放送対象地域   | 放送局       | 放送日時                  | 系列                   | 備考                                                              |
| -------------- | ------------ | ------------------------- | ---------------------- | ----------------------------------------------------------------- |
| 近畿広域圏     | 毎日放送     | 土曜 17:00 - 17:30        | TBS系列                | 制作局                                                            |
| 関東広域圏     | TBS          | 土曜 17:00 - 17:30        | TBS系列                | 現・TBSテレビ                                                     |
| 長野県         | 信越放送     | 土曜 17:00 - 17:30        | TBS系列                |                                                                   |
| 岡山県・香川県 | 山陽放送     | 土曜 17:00 - 17:30        | TBS系列                | 現・RSK山陽放送                                                   |
| 福島県         | 福島テレビ   | 木曜 16:50 - 17:20        | TBS系列 フジテレビ系列 |                                                                   |
| 石川県         | 北陸放送     | 金曜 19:00 - 19:30        | TBS系列                | 翌週（第23話）からの同時ネットへの対応のため4月2日の1回だけ放送。 |
| 静岡県         | 静岡放送     | 月曜 - 木曜 17:30 - 18:00 | TBS系列                |                                                                   |
| 中京広域圏     | 中部日本放送 | 月曜 - 金曜 17:10 - 17:55 | TBS系列                | 現・CBCテレビ 「ぱろぱろエブリデイ」内で放送                      |
| 広島県         | 中国放送     | 木曜 17:30 - 18:00        | TBS系列                |                                                                   |
| 熊本県         | 熊本放送     | 木曜 17:30 - 18:00        | TBS系列                |                                                                   |
| 沖縄県         | 琉球放送     | 水曜 17:30 - 18:00        | TBS系列                |                                                                   |

##### 第23話 - 第64話、SP
| 放送対象地域   | 放送局       | 放送日時           | 系列                   | 備考            |
| -------------- | ------------ | ------------------ | ---------------------- | --------------- |
| 近畿広域圏     | 毎日放送     | 金曜 19:00 - 19:30 | TBS系列                | 制作局          |
| 北海道         | 北海道放送   | 金曜 19:00 - 19:30 | TBS系列                |                 |
| 青森県         | 青森テレビ   | 金曜 19:00 - 19:30 | TBS系列                |                 |
| 宮城県         | 東北放送     | 金曜 19:00 - 19:30 | TBS系列                |                 |
| 福島県         | 福島テレビ   | 金曜 19:00 - 19:30 | TBS系列 フジテレビ系列 |                 |
| 関東広域圏     | TBS          | 金曜 19:00 - 19:30 | TBS系列                | 現・TBSテレビ   |
| 山梨県         | テレビ山梨   | 金曜 19:00 - 19:30 | TBS系列                |                 |
| 新潟県         | 新潟放送     | 金曜 19:00 - 19:30 | TBS系列                |                 |
| 長野県         | 信越放送     | 金曜 19:00 - 19:30 | TBS系列                |                 |
| 静岡県         | 静岡放送     | 金曜 19:00 - 19:30 | TBS系列                |                 |
| 石川県         | 北陸放送     | 金曜 19:00 - 19:30 | TBS系列                |                 |
| 中京広域圏     | 中部日本放送 | 金曜 19:00 - 19:30 | TBS系列                | 現・CBCテレビ   |
| 鳥取県・島根県 | 山陰放送     | 金曜 19:00 - 19:30 | TBS系列                |                 |
| 岡山県・香川県 | 山陽放送     | 金曜 19:00 - 19:30 | TBS系列                | 現・RSK山陽放送 |
| 広島県         | 中国放送     | 金曜 19:00 - 19:30 | TBS系列                |                 |
| 山口県         | テレビ山口   | 金曜 19:00 - 19:30 | TBS系列 フジテレビ系列 |                 |
| 高知県         | テレビ高知   | 金曜 19:00 - 19:30 | TBS系列                |                 |
| 福岡県         | RKB毎日放送  | 金曜 19:00 - 19:30 | TBS系列                |                 |
| 熊本県         | 熊本放送     | 金曜 19:00 - 19:30 | TBS系列                |                 |
| 大分県         | 大分放送     | 金曜 19:00 - 19:30 | TBS系列                |                 |
| 宮崎県         | 宮崎放送     | 金曜 19:00 - 19:30 | TBS系列                |                 |
| 鹿児島県       | 南日本放送   | 金曜 19:00 - 19:30 | TBS系列                |                 |
| 沖縄県         | 琉球放送     | 金曜 19:00 - 19:30 | TBS系列                |                 |
| 岩手県         | 岩手放送     | 火曜 17:00 - 17:30 | TBS系列                | 現・IBC岩手放送 |
| 秋田県         | 秋田放送     | 火曜 17:30 - 18:00 | 日本テレビ系列         |                 |
| 富山県         | 富山テレビ   | 月曜 19:00 - 19:30 | フジテレビ系列         |                 |
| 福井県         | 福井テレビ   | 火曜 17:25 - 17:55 | フジテレビ系列         |                 |
| 愛媛県         | 南海放送     | 金曜 16:55 - 17:25 | 日本テレビ系列         |                 |

### チエちゃん奮戦記 じゃりン子チエ（第2期）
1991年10月19日から1992年9月22日まで「チエちゃん奮戦記 じゃりン子チエ」として前作と同じく毎日放送に加え劇場版を配給した東宝も制作に加わり放送された。全39話。
キャストは極力前作と同じ役者を起用しているが、当時のりお・よしおは活動休止中で上方よしおは出演を見送っている。新規の出演者は前作同様に自然な大阪弁を話すことができる声優、近畿在住の俳優や子役中心にキャスティングされているが、一部出番の少ないレギュラーキャラや端役には大阪弁を話せない声優も起用されている。
スタッフは音響監督の加藤敏、効果の倉橋静男以外は総入れ替えとなっており、高畑勲の再登板は見送られたが主要スタッフには横田和善や若手だった片渕須直など高畑の片腕や弟子だった面々が名を連ねている。また、前作で各話の作画監督としてローテーションを組んでいた才田俊次がキャラクターデザインに昇格し引き続き各話の作画監督も担当している。
当初は土曜17時から放送されていたが、翌1992年2月に火曜19時に放送時間が変更され、1992年9月をもって火曜19時での放送は終了。9月22日の放送の最後に、「次回からは土曜17時から放送します」とテロップがでたものの、新作の放送はしばらくなく、再放送が続いた。37話 - 39話は土曜枠で放送され、それをもって放送は終了となった。新聞のテレビ欄では「じゃりン子チエ奮戦記」として表記されていた。
当時連載中だった原作の作風の大幅な変化に伴い前作の色が残る回やギャグ回を中心にアニメ化し第1話は原作の第234話（20巻7話）「拾った財布はなおこわい」。以降、原作のエピソードとは違う順序で制作・放送された。最終話は、原作第291話（24巻10話）の「アントニオは何処に」。原作の順序とは、ほぼ無関係に製作されている。

#### スタッフ（第2期）
- 監督 - 横田和善
- 企画 - 増田広宣、山口清志、松元理人
- プロデューサー - 谷紳一郎、菅野章子、菅野俊秀(MBS)、大場龍男、尾崎穏通
- 音楽 - 中村暢之
- キャラクター・デザイン - 才田俊次
- 美術監督 - 土師勝弘
- 撮影監督 - 斎藤秋男、伊藤修一
- 録音監督 - 加藤敏
- 編集 - 鶴渕允寿、鶴渕和子
- 制作担当 - 小島哲
- 動画チェック - 江野沢柚美
- 色指定 - 清水千世子
- 調整 - 熊倉亨
- 選曲 - 合田豊
- 効果 - 倉橋静男
- 演出助手 - 矢野篤
- 音楽ディレクター - 北原京子、浅井裕子
- タイトル - 高具秀雄、田上淑子
- 特殊効果 - 林好美
- 録音 - 東北新社
- 録音スタジオ - オーレック
- 現像所 - 東京現像所
- 製作 - 東宝株式会社、東京ムービー新社、毎日放送

#### 主題歌（第2期）
オープニングテーマ「絶唱!!とっぴんしゃん音頭」（ユーメックス）
作詞 - 紅玉 / 作曲 - 工藤崇 / 編曲 - 多田光裕 / 歌 - 中山千夏
エンディングテーマ「三日月ロンリネス」（ユーメックス）
作詞 - 帆苅伸子 / 作曲 - 羽場仁志 / 編曲 - 多田光裕 / 歌 - 佐々木真理

#### 各話リスト（第2期）
| 話数 | サブタイトル                 | 脚本                | 絵コンテ   | 演出       | 作画監督   | ゲストキャラクター |
| ---- | ---------------------------- | ------------------- | ---------- | ---------- | ---------- | --- |
| 1    | 拾った財布はなおコワイ!      | 高屋敷英夫 横田和善 | 横田和善   | 横田和善   | 才田俊次   | 警官(三木潤一郎) ヤクザＡ(平岡秀幸) ヤクザＢ(北川隆一) |
| 2    | 顔が悪いッ!                  | 高屋敷英夫          | 片渕須直   | 須藤典彦   | 朝倉隆     | ヒラメの母 客Ａ(中村正) 客Ｂ(真田実) ヤクザＡ(伴幸樹) ヤクザＢ(中山鉄朗) |
| 3    | 秋風にいきなりギックリ       | 日吉恵 佐藤博暉     | 佐藤博暉   | 佐藤博暉   | 伊藤一男   | 周先生 常連客1(中村正) 常連客2(真田実) 常連客3(はりた照久) 常連客4(藤田友宏) |
| 4    | おんな組の襲撃               | 竹内啓雄            | 横田和善   | 須藤典彦   | 山本泰一郎 | 朝子 ノブ子 マサルの母 若い男（三宅慶幸） |
| 5    | テツの最後ッ屁               | 竹内啓雄            | 佐藤博暉   | 佐藤博暉   | 才田俊次   | ノブ子 マサルの母 ヒラメの母 マルタ |
| 6    | マサルの宿替い               | 金春智子            | 片渕須直   | 須藤典彦   | 朝倉隆     | ヨソミ（𠮷井基師） 書記（池田将之） マサルの母 女子生徒A（鰺坂貴代美） 女子生徒B（内田逸木） 男子生徒A（鳥谷有一） 男子生徒B（山中康弘） 男子生徒C（田中正樹） 男子生徒D（渡川栄二）                                                                               |
| 7    | どすこいゲン直し             | 高屋敷英夫          | 山口頼房   | 佐藤博暉   | 伊藤一男   | タニマチ（山本弘） 鰻谷（西尾徳） 付き人（戸田都康） 行司（泉祐介） 男の子A（寺西賢太郎） 男の子B（浜田広大） アナウンサー（田昌人） ヤクザA（平岡秀幸） ヤクザB（北川隆一） ヤクザC（藤田友宏） ヤクザD（三宅慶幸） ヤクザE（萬代毅） ヤクザF（小林誠）           |
| 8    | テツの白星ホルモン           | 高屋敷英夫          | 横田和善   | 須藤典彦   | 山本泰一郎 | タニマチ 鰻谷 苔ヶ梅（荒川太郎） 黴の花（桜井敏治） 付き人（戸田都康） 解説者（芦田鉄雄） 行司（泉祐介） 呼び出し（萬代毅） |
| 9    | 大晦日みんな揃ってバチ当り   | 日吉恵              | 青山弘     | 佐藤博暉   | 朝倉隆     | しめ飾り売り（田中弘史） 客（杉山陽子） |
| 10   | 西萩常夏ブルース             | 金春智子            | 須藤典彦   | 須藤典彦   | 才田俊次   | 客A（真田実） 客B（中村正） セールスマン（岡田照幸） |
| 11   | 逆襲!!猫のエイハブ           | 高屋敷英夫          | 横田和善   | 佐藤博暉   | 伊藤一男   | エイハブ(緒方賢一) モービーディック(今西正男) 見物の男（杉山こうへい） |
| 12   | 桜前線・浮かれ猫             | 高屋敷英夫          | 横田和善   | 横田和善   | 朝倉隆     | エイハブ モービーディック ボート屋（長畑豊） |
| 13   | 地獄のバースディ             | 高屋敷英夫          | 片渕須直   | 須藤典彦   | 才田俊次   | マサルの母 逆根良夫（金竹雅浩） 生徒A（𠮷井基師） 生徒B（大橋秀樹） 肉屋（伊藤保夫） |
| 14   | 周旋屋シャッター事件         | 日吉恵              | 片渕須直   | 佐藤博暉   | 木下勇喜   | コケザル 回転焼屋のオヤジ（泉祐介） 極楽商事社長（久賀大雅） ヤクザA（玉本裕章） ヤクザB（中山鉄朗） ヤクザC（和田茂樹） ヤクザD（竹橋団） |
| 15   | マダラのテツ                 | 金春智子            | 横田和善   | 須藤典彦   | 朝倉隆     | 変なセールスマン（南条好輝） うどん屋（宮本毬子） 客A（竹橋団） 客B（和田茂樹） |
| 16   | かたぎ屋厄除け騒動           | 高屋敷英夫          | 片渕須直   | 佐土原武之 | 才田俊次   | ハンコ屋（南条好輝） ノレン屋（はりた照久） |
| 17   | 当選「ヨシ江ちゃん」         | 高屋敷英夫          | 森脇真琴   | 佐藤博暉   | 上宇都辰夫 | ハンコ屋 教祖（田中弘史） 客（上村厚文） |
| 18   | 黒シャツパワー               | 日吉恵              | 酒井明雄   | 須藤典彦   | 伊藤一男   | うどん屋（宮本毬子） 服部洋品店の主人（芝本正） 服部洋品店のおかみさん（朝比奈潔子） 中学生A（三木賢治） 中学生B（鶴田信三） 中学生Ｃ（岩芝公治） |
| 19   | 黒シャツ騒動お忘れ会         | 日吉恵              | 片渕須直   | 佐土原武之 | 朝倉隆     | マルタ コケザル うどん屋 服部洋品店の主人 労働者Ａ（中村正） 労働者Ｂ（真田実） 中学生A（岩芝公治） 中学生B（三木賢治） 中学生C（平井和資） 中学生D（鶴田信三） 中学生Ｅ（岡武史）                                                                                 |
| 20   | テツと地獄の交友図…!?        | 高屋敷英夫          | 佐藤博暉   | 佐藤博暉   | 才田俊次   | ヤクザ（當宮利一） 郵便配達員（毛利浩充） |
| 21   | 組開きパーティー始末記       | 高屋敷英夫          | 須藤典彦   | 須藤典彦   | 伊藤一男   | 親分（玉生司朗） 子分A（竹橋団） 子分B（松浦達也） 子分C（岩鶴恒義） 子分D（和田茂樹） |
| 22   | 実況!オトシ合戦              | 金春智子            | 横田和善   | 佐土原武之 | 上宇部辰夫 | 六馬（多賀勝） 男（山下賢治） ヤクザ代表（荻原郁三） 酔っぱらいA（中村正） 酔っぱらいB（泉祐介） 酔っぱらいC（伴幸樹） |
| 23   | ガマンにガマンのテツ         | 金春智子            | 片渕須直   | 佐藤博暉   | 朝倉隆     | 応援団長（辻親八） 客A（中村正） 客B（泉祐介） 客C（伴幸樹） ヤクザA（平岡秀幸） ヤクザB（藤田友宏） |
| 24   | ヤーさんが消えた、また消えた | 高屋敷英夫          | 片渕須直   | 須藤典彦   | 田中敦子   | ヨソミ 応援団長（辻󠄀親八） ニセ刑事（河野実） ヤクザA（平岡秀幸） ヤクザB（藤田友宏） 生徒A（𠮷井基師） 生徒B（寺西賢太郎） |
| 25   | 胸さわぎの命日               | 日吉恵              | 横田和善   | 佐土原武之 | 朝倉隆     | ミツルの母 郵便配達員（三宅慶幸） |
| 26   | 気になるお化け屋敷           | 高屋敷英夫          | 片渕須直   | 片渕須直   | 伊藤一男   | コケザル レイモンド飛田 マサルの母 仁吉（ホープユタカ） |
| 27   | 生き残りお化け合戦           | 金春智子            | 片渕須直   | 須藤典彦   | 才田俊次   | 朝子 コケザル マサルの母 レイモンド飛田 仁吉 ヤクザA（竹橋団） ヤクザB（岩鶴恒義） ヤクザC（三木潤一郎） ヤクザD（はりた照久） ヤクザE（中山鉄朗） ヤクザF（杉山こうへい） ヤクザG（森中正志） 母親A（安満敏子） 母親B（東山千恵子） 男A（端田宏三） 男B（萬代毅） |
| 28   | 借金取りのソロバン           | 日吉恵              | 片渕須直   | 佐土原武之 | 木下勇喜   | コケザル 客A（中村正） 客B（泉祐介） 女の人（今熊野幸子） 借金取りA（藤沢薫） 借金取りB（田中弘史） 借金取りC（長畑豊） 借金取りD（林十夢） 借金取りE（山下賢治） 借金取りF（松浦達也）                                                                            |
| 29   | 転職!?レイモンド飛田余話     | 日吉恵              | 片渕須直   | 片渕須直   | 才田俊次   | 勘九郎 花丸木（久賀大雅） 客A（中村正） 客B（泉祐介） 借金取りA（藤沢薫） 借金取りB（田中弘史） 借金取りC（長畑豊） 借金取りD（林十夢） |
| 30   | テツになつく不吉な猫         | 金春智子            | 横田和善   | 須藤典彦   | 朝倉隆     | マルタ 白猫（桜井敏治） 常連客A（中村正） 常連客B（泉祐介） 魚屋（萬代毅） |
| 31   | 歓迎東京ヤクザ様             | 高屋敷英夫          | 知吹愛弓   | 知吹愛弓   | 伊藤一男   | マルタ 菊蔵(加藤精三) 子供嶋村拓夢 男A（伴幸樹） 男B（三宅慶幸） 子分A（荻原郁三） 子分B（平岡秀幸） 子分C（藤田友宏） 子分D（松本昇三） 子分E（佐藤浩） 子分F（多々納斉）                                                                                         |
| 32   | 真夏のエンドレス・カブ       | 日吉恵              | 山本泰一郎 | 佐土原武之 | 上宇部辰夫 | 菊蔵 会長(安西正弘) 子分A 子分B 子分C 子分D 子分E 子分F |
| 33   | 山へ川へ!宿題の旅            | 金春智子            | 鈴木卓夫   | 須藤典彦   | 木下勇喜   | マサルの母 タカシの母 男の子A(浜田広大) 男の子B(吉井基師) 男の子C(藤田良平) 男の子D(田中正樹) 駅員A(森好文) 駅員B(三木潤一郎) |
| 34   | マサル男の生還               | 高屋敷英夫          | 片渕須直   | 片渕須直   | 才田俊次   | マサルの母 ヒラメの母 駅員（三木潤一郎） |
| 35   | いきなりの秋                 | 日吉恵              | 横田和善   | 知吹愛弓   | 朝倉隆     | 朝子 客A(中村正) 客B(泉祐介) ヤクザA(岩鶴恒義) ヤクザB(松浦達也) |
| 36   | 歩く「食いだおれ」           | 高屋敷英夫          | 須藤典彦   | 須藤典彦   | 上宇部辰夫 | 食い倒れ男(北見唯一) 嫁(嶋多佳子) |
| 37   | 季節はずれの花火             | 高屋敷英夫          | 片渕須直   | 片渕須直   | 才田俊次   | コケザル ヤクザ(真田実) 鉄板男(荻原郁三) スリ(南条好輝) |
| 38   | 大晦日頭突き合戦             | 高屋敷英夫          | 牧野滋人   | 佐土原武之 | 木下勇喜   | ヤクザ 鉄板男 スリ |
| 39   | アントニオが盗まれた         | 金春智子            | 片渕須直   | 須藤典彦   | 朝倉隆     | 鉄板男 マント男(藤沢薫) 古道具屋の店主(田中弘史) 古美術屋の店主(玉生司朗) |

#### 放送局（第2期）
| 放送対象地域   | 放送局             | 放送期間                                                         | 放送日時                                                 | 系列           | 備考                         |
| -------------- | ------------------ | ---------------------------------------------------------------- | -------------------------------------------------------- | -------------- | ---------------------------- |
| 近畿広域圏     | 毎日放送           | 1991年10月19日 - 1992年1月 1992年2月 - 9月22日 1992年10月 - 不明 | 土曜 17:00 - 17:30 火曜 19:00 - 19:30 土曜 17:00 - 17:30 | TBS系列        | 制作局                       |
| 山形県         | テレビユー山形     | 不明                                                             | 日曜 6:00 - 6:30                                         | TBS系列        | 前作の放送局は不明           |
| 富山県         | チューリップテレビ | 1991年末 1993年2月16日 - 4月6日                                  | 日曜 17:00 - 17:30 火曜 16:00 - 16:30                    | TBS系列        |                              |
| 岡山県・香川県 | 山陽放送           | 1992年5月頃                                                      | 日曜 10:30 - 11:00                                       | TBS系列        |                              |
| 高知県         | テレビ高知         | 1991年末                                                         | 月曜 16:30 - 17:00                                       | TBS系列        |                              |
| 福岡県         | RKB毎日放送        | 12月24日 - 26日、30日                                            | 10:00 -                                                  | TBS系列        | 『少年アシベ』とセットで放送 |
| 長野県         | 長野朝日放送       | 1999年3月                                                        | 月 - 金 5:40 -                                           | テレビ朝日系列 |                              |

## 舞台作品
- じゃりン子チエ（1980年 大阪）
  - 南方英二主演（テツ役）
- じゃりン子チエ（1981年、1982年 銀座みゆき座劇場）
  - ガッツ石松主演（テツ役）
- じゃりン子チエ（1985年7月、1988年3月 関西芸術座）
  - 駒来慎脚本
- 浪花人情おもろい町（1999年10月 大阪・新歌舞伎座）
- 浪花人情パラダイス（2000年8月 名古屋・中日劇場）
- 人情喜劇おもろい町（2003年8月 - 10月 全国公演）
  - 上記3作品は赤井英和がテツを、音無美紀子がヨシ江を演じている。
- 2025年11月公演 松竹創業130周年記念「じゃりン子チエ」（2025年11月 大阪松竹座）[23]
  - 澤井梨丘主演（チエ役）

## パチンコ・パチスロ
原作の版権を使ったタイアップとなっておりアニメの版権を使ったパチンコ機は存在しない。
パチンコ
- CRじゃりン子チエ F1/V/R（2001年、藤商事）
  - チエとテツがリーチ、大当たり時に台詞を発するも声優は不明。
- CRじゃりン子チエ MHR/LH/PW（2007年、サンセイアールアンドディ）
  - ハイパーしゃべくりパチンコと称した1000以上の台詞を組み合わせて進行していく独自の機能を売りにしており、声優も極力当時の面子を再登板させキャラクターデザインも1期の小田部のデザインに寄せるなどアニメ版を意識した作りになっているが、メーカーがアニメ版の権利を取得していなかった為、小鉄のカラーリングなどアニメ独自の設定は原作準拠にしている。

パチスロ
- じゃりン子チエ（2006年、バルテック）
- じゃりン子チエ〜雷蔵伝説〜（2011年、バルテック）

いずれも原作を意識したデザインになっており、アニメの声優陣は一切起用されていない。

## ラジオドラマ
劇場版アニメ公開前の1981年にラジオドラマが放送された。内容は原作の第1巻を朗読したような物で、チエを杉山佳寿子、テツを玄田哲章が担当するなど後のアニメとは異なり、出演者のほとんどに非関西圏出身の声優が起用されている。

## テレビCM
- FLビームギャラクシアン（発売年不詳：LSIゲーム、バンダイ）- キャッチコピー「今はギャラクシアンの時代やで」

## テレビゲーム
- じゃりン子チエ ばくだん娘の幸せさがし（1988年、ファミリーコンピュータ、コナミ）
  - 全三章の構成のアドベンチャーゲームで、第一章はチエ、第二章は小鉄、第三章はテツが主人公となる。当時のファミコンソフトとしては大容量の3MビットROMを採用しており、グラフィックはファミコンのハード上ながら原作をよく再現していた。なおパッケージイラストはコミックス25巻表紙のイラストを流用している。
- 必殺パチンコステーションnow8 じゃりン子チエ（2001年3月15日、プレイステーション、サン電子）
- SIMPLEキャラクター2000シリーズ Vol.04 じゃりン子チエTHE花札（2001年11月29日、プレイステーション、バンダイ）

## アプリ
- じゃりン子チエ検定（2011年、トムス・エンタテインメント）
- じゃりン子チエ Chara-Twit（2011年、トムス・エンタテインメント）

## ネット配信
- 2019年5月10日より、YouTubeの「TMSアニメ55周年公式チャンネル」から、テレビアニメ第1期と第2期がそれぞれ3回まで配信されている。